# 金沢城
金沢城（かなざわじょう。旧字体：金澤城）は、加賀国石川郡尾山（現・石川県金沢市丸の内）にある日本の城。江戸時代には加賀藩主前田氏の居城だった。城址は国の史跡に指定されており、城址を含む一帯は金沢城公園（かなざわじょうこうえん）として整備されている。

## 概要
金沢平野のほぼ中央を流れる犀川と浅野川とに挟まれた小立野台地の先端に築かれた、戦国時代から江戸時代にかけての梯郭式の平山城である（かつて「尾山」と呼ばれたのもこの地形にちなむ。台地先端を山の尾とみなした）。櫓門や土塀に見られる、白漆喰の壁にせん瓦を施した海鼠（なまこ）壁と屋根に白い鉛瓦が葺かれた外観、櫓1重目や塀に付けられた唐破風や入母屋破風の出窓は、金沢城の建築の特徴である。
この地は加賀一向一揆の拠点で浄土真宗の寺院である「尾山御坊（おやまごぼう、または御山御坊）」であった。寺とはいうものの大坂の石山本願寺（大坂御坊）と同じく石垣を廻らした城ともよべる要塞でもあった。織田信長が一揆を攻め落とし、跡地に金沢城を築いて佐久間盛政を置いた。後に盛政が賤ヶ岳の戦いで羽柴秀吉により討たれ、秀吉は金沢城を前田利家に与えた。利家は文禄元年（1592年）から改修工事を始め、曲輪や堀の拡張、5重6階の天守や櫓を建て並べた。兼六園は、加賀藩四代藩主前田綱紀が金沢城に付属してつくらせた蓮池庭を前身とし、代々の藩主が改修した大名庭園である。
なお、金沢の地名は室町時代の文明年間には既に存在していたことが知られているが、尾山御坊時代は金沢の小立野台地の先端すなわち山尾（尾山）にあったことから尾山の呼称が使われていた。佐久間盛政が新城を築いた時に一向一揆の印象が強い尾山ではなく金沢を城名に用いたが、前田利家が入城すると羽柴秀吉（豊臣政権）に敵対して滅ぼされた盛政命名の金沢城ではなく自身の出身地の尾張国にも通じる尾山を採用した。だが、金沢の地名が広く知られていたために尾山城の名前は普及せず（豊臣政権の公文書でもほとんど用いられていない）、利家自身も再び金沢の城名を用い始めたと推測されている。
城址は明治以降、存城とされて軍施設が置かれたため建物の一部を残して撤去され、第二次世界大戦後には金沢大学が平成7年（1995年）まで置かれていた。

## 歴史・沿革

### 戦国時代・安土桃山時代
- 天文15年（1546年） - 空堀や柵などを備える城造りの寺院であった尾山御坊（金沢御堂）が建立され、加賀一向一揆で加賀の支配権を得た本願寺の拠点となった。
- 天正8年（1580年）4月 - 佐久間盛政が尾山御坊を攻め落とし、同年中に金沢城と改称して居城とした[5]。
- 天正11年（1583年） - 賤ヶ岳の戦いの後、羽柴秀吉（豊臣秀吉）から加増を受けた前田利家が4月28日（新暦6月14日）に入城し、尾山城と改称した。
- 天正15年（1587年） - バテレン追放令により除封されたキリシタン大名高山右近が利家に呼ばれ、尾山城の大改造を行った（再び金沢城に改称されたのはこの頃といわれている）。
- 文禄元年（1592年） - 利家の子、前田利長が再び改造を行い、石垣および百間堀を築いた[6]。
- 慶長7年（1602年）10月30日 - 天守が落雷によって焼失[6]、代わりに三階櫓が建造された。また、この頃から金沢城という名称が定着した。

### 江戸時代
- 寛永9年（1632年） - 辰巳用水が城内に引かれた。
- 宝暦9年（1759年） - 宝暦の大火に見舞われる。
- 文化5年（1808年） - 金沢城二の丸が火災に遭う[7]。

これ以外にも、寛永8年（1631年）4月14日、寛永12年（1635年）5月9日など、何度か大火による焼失被害に見舞われている。

### 明治以降
- 1873年（明治6年） - 全国城郭存廃ノ処分並兵営地等撰定方により存城処分となり、陸軍省の財産となる。
- 1875年（明治8年） - 陸軍歩兵第7連隊が金沢城址に置かれた。
- 1881年（明治14年）1月10日 - 歩兵第七連隊兵舎からの火災[9]で石川門と三十間長屋と鶴丸倉庫以外の九十間長屋、五十間長屋、三の丸井戸、四十間長屋、橋詰門、河北門、河北門番所、二の丸御殿、二の丸御殿番所、鼠多門、鼠多門長屋2棟、鼠多門土塀、大手門、桐木門、土橋門、車橋門、裏口門、金谷門、西丁口門、松坂門を全て焼失[要出典]。
- 1898年（明治31年） - 陸軍第9師団司令部が金沢城址に置かれ、第二次世界大戦が終わるまで存続した。
- 1923年（大正12年）6月14日 - 前田利家の金沢城入城にちなんだまつり、金沢市祭が始まる（現:金沢百万石まつり）。
- 1949年（昭和24年）5月31日 - 戦後新設された金沢大学の丸の内キャンパスとなった[10]。
- 1995年（平成7年） - 金沢大学が移出。
- 1996年（平成8年） - 石川県が国から金沢城址を取得し、金沢城址公園として整備を開始。
- 1999年（平成11年） - 金沢城の木造復元整備事業の第1期工事を着工。
- 2001年（平成13年） - 第1期工事により、菱櫓・橋爪門・橋爪門続櫓・五十間長屋が木造復元完了し、金沢城公園と改称された。三の丸の焼失した三の丸井戸は木造復元しなかった。
- 2006年（平成18年） - 日本100名城に選定された。[11]石川県と金沢市は、金沢城址を中心とする「城下町金沢の文化遺産群と文化的景観」の世界遺産（文化遺産）への登録を目指し、「世界遺産暫定一覧表」への記載を国（文化庁）に共同提案したが、継続審議が適当とされ追加記載には至らなかった（#外部リンク参照）。
- 2006年 - 2014年  第2期復元整備事業
石川門の保存修理、橋爪門櫓門の木造復元整備などが行われた。金沢城の中核をなす二の丸御殿の木造復元については、2007年9月19日の石川県議会において谷本知事が「絵図、文献資料の解読に一定期間が必要であり、現時点では復元は困難（要旨）」との考えを示した。
- 2008年（平成20年） - 金沢城跡として国の史跡に指定された。
- 2011年（平成22年） - 河北門の木造復元と、いもり堀（一部）が復元された。
- 2013年（平成25年） - 石川門改修工事完成。
- 2014年（平成26年） - 玉泉院丸跡の暫定的整備が完了。[12]
- 2015年（平成27年） - 玉泉院丸跡に玉泉院丸庭園と玉泉庵がオープン[13]。
- 2017年（平成29年） - 鶴の丸休憩館がリニューアルオープン[14]。
- 2018年（平成30年） - 鼠多門・鼠多門橋の木造復元が開始[15]。
- 2020年（令和2年） - 鼠多門・鼠多門橋の木造復元完了、一般公開[16][17]。また、鼠多門土塀と鼠多門長屋2棟を木造復元しなかった理由は予算の関係である。
- 2021年（令和3年） - 石川県が、二の丸御殿表向の復元整備に向けた基本方針を策定[18]。また、木造復元範囲を二の丸御殿表向台所・楽屋・番所、物置、二の丸御殿御居間廻り、二の丸御殿奥向を除く、二の丸御殿3200坪の内の二の丸御殿表向の主要部1000坪（4分の1）だけにする理由は、予算の関係や他の部分には豪華な障壁画や豪華な飾り金具がなかった為である。
- 2022年（令和4年） - 10月15日、五十間長屋の券売所として使用されていた二の丸案内所を改装し、二の丸情報館として開館。さらに、同日に金沢城の御城印を発売。デザインは、「なまこ壁」と「辰巳用水」の2種類とし、発売初日は100枚限定でシリアルナンバー入りの御城印を発売した。また、二の丸情報館開館記念及び御城印発売記念セレモニーが開催され、御城印の販売第1号となった人は、出席していた馳浩石川県知事から手渡された[19][20]。
- 2024年（令和6年） - 1月1日に発生した令和6年能登半島地震の影響で、4か所の石垣が崩壊[21]。翌2日より安全確認が取れるまで当面の間、公園内と兼六園を臨時休園とし、開催中の夜間開園及びライトアップの中止を決定した[22][23]。その後の調査で石垣の被災は27か所に及ぶことが判った[24]。兼六園は同年1月5日[25]、金沢城公園は同年1月20日[26]にそれぞれ再開園した。
- 2025年（令和7年） - 3月9日、二の丸御殿復元工事に着工[27]。

## 構造

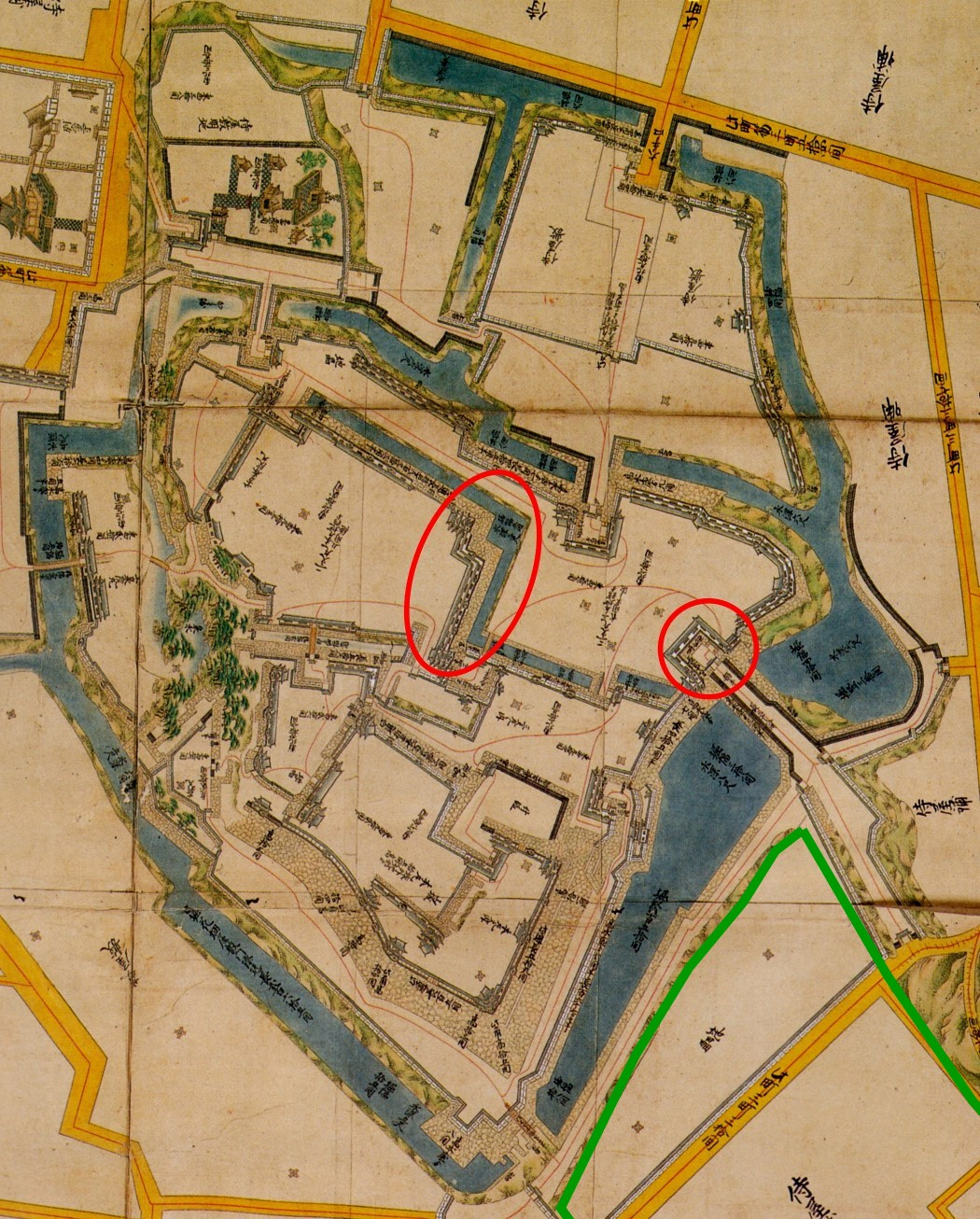
縄張り図

典型的な平山城で、本丸、二の丸、三の丸、新丸、北の丸、玉泉院丸の曲輪があった。1602年、落雷により天守閣を焼失後は再建されず、代わりに三階櫓が建てられた。これは、当時の加賀藩が江戸幕府と緊張関係にあり、大名の力を象徴する天守に徳川家が目を光らせていたために天守を再建しづらかったためである。
1631年の寛永の大火後は二の丸が城の中枢となり二の丸御殿が藩主の居所となった。城の周囲には、大手堀、いもり堀、百間堀（ひゃっけんぼり）、白鳥堀（はくちょうぼり）が存在した。保存状態が良いのは大手堀のみで、他の3つの堀は明治時代末から大正時代にかけて埋め立てられ道路になった。このうち、いもり堀は道路の関係で半分の堀幅で復元され、2010年に再び水が張られた。百間堀は明治44年に水が抜かれて百間堀通り（百万石通りの一部）となった。石川門と兼六園をつなぐ石川橋は、その際コンクリートアーチ橋に再建されたもので、それ以前は土橋であった。白鳥堀は緑化され、歩行者専用の白鳥路（はくちょうろ）として市民の散策路になっている。又、石川門高麗門の右横には、九十間長屋も焼失前はあった。
藩主の正式な登城経路は、大手門（新丸）→桐木門（新丸）→河北門（三の丸）→橋爪門（二の丸）→二の丸御殿となる。石川門や鼠多門、土橋門、車橋門、裏口門は搦手門（裏門）であった。大手門、桐木門は櫓門ではなく石川門高麗門のような高麗門1棟と土塀だけだった。又、他に城外から城内に入るルートとしては、西丁口門→土橋門→裏口門と金谷門→鼠多門→松坂門があった。
城外には東西の内外計4本の惣構堀（そうがまえぼり）が掘られていた。惣構堀は後に用水路として転用されている部分が多い。兼六園内の山崎山は、惣構外郭土塁の一部であり、その南側の池は水堀の名残りである。
金沢城はあまり堅固な城とは言えず、有事の際は城下町にて敵を迎え撃つための軍事拠点として城下3ヵ所に寺院群が設けられた。そのうちのひとつ、寺町寺院群の妙立寺（通称：忍者寺）の井戸には城内に通じる抜け穴がある。
橋爪門続櫓の中央には武器や食料などの物資を2階へ荷揚げするための大きく広い吹き抜けの構造になっていた。橋爪門続櫓が木造復元された時、昔の荷揚げ用の吹き抜けの空間の構造はそのままに再現されている。
瓦には冬の積雪に耐えられるように軽量な鉛瓦が用いられた。有事の際には鉄砲弾の原材料に転用可能である。
二の丸御殿は3200坪で表向（1800坪）、御居間廻り（700坪）、奥向（700坪）の三つに分類されていて表向は藩主の政務や儀礼をする場で豪華な障壁画や金具飾りがあり、御居間廻りは藩主が生活をする場で水墨画のある部屋や一部2階の部分があり、奥向は藩主の正室（正妻）・側室（側女）・子女・腰元らや女中等が生活をする場で一部2階の部分があった。

## 遺構

### 現存する歴史的建築物（江戸以前）

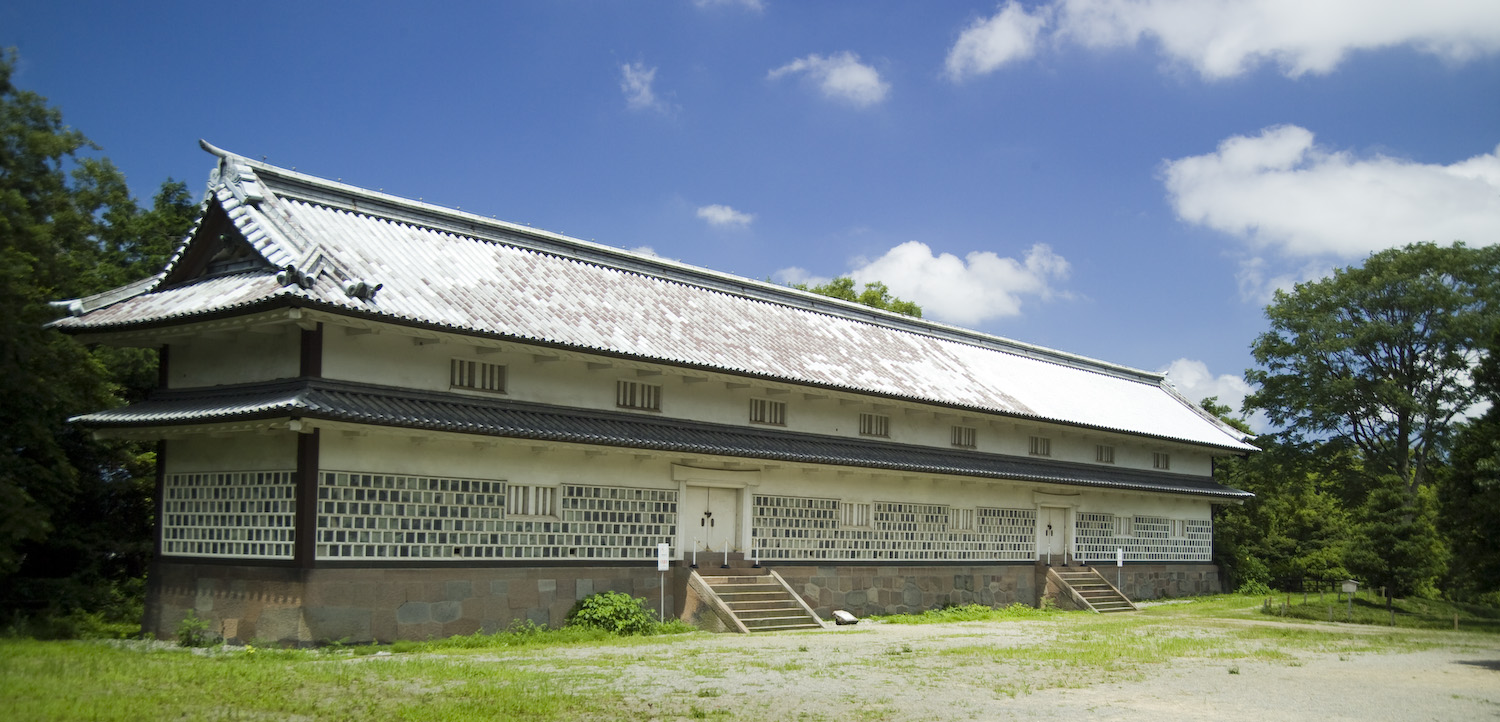
三十間長屋

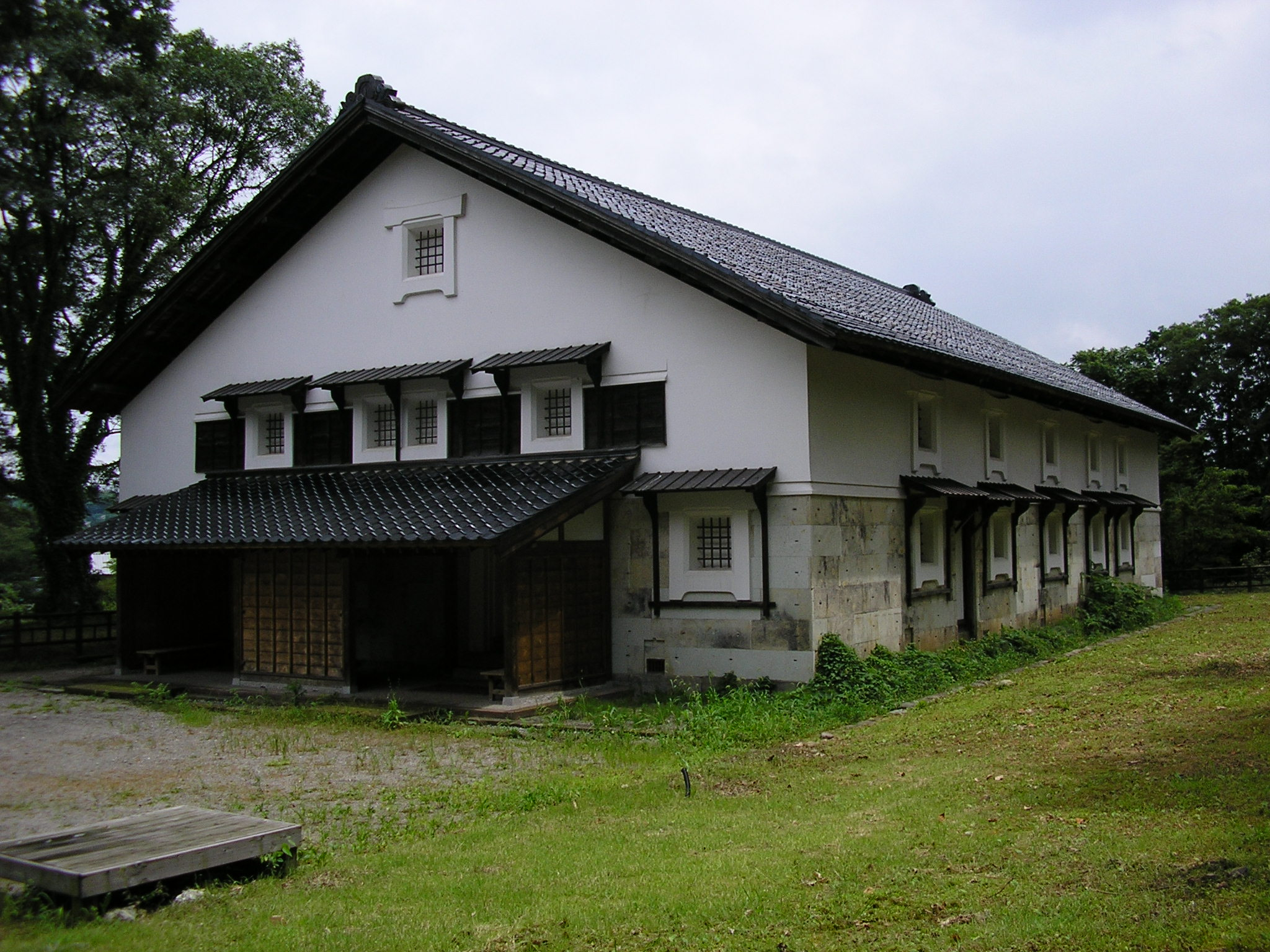
鶴丸倉庫

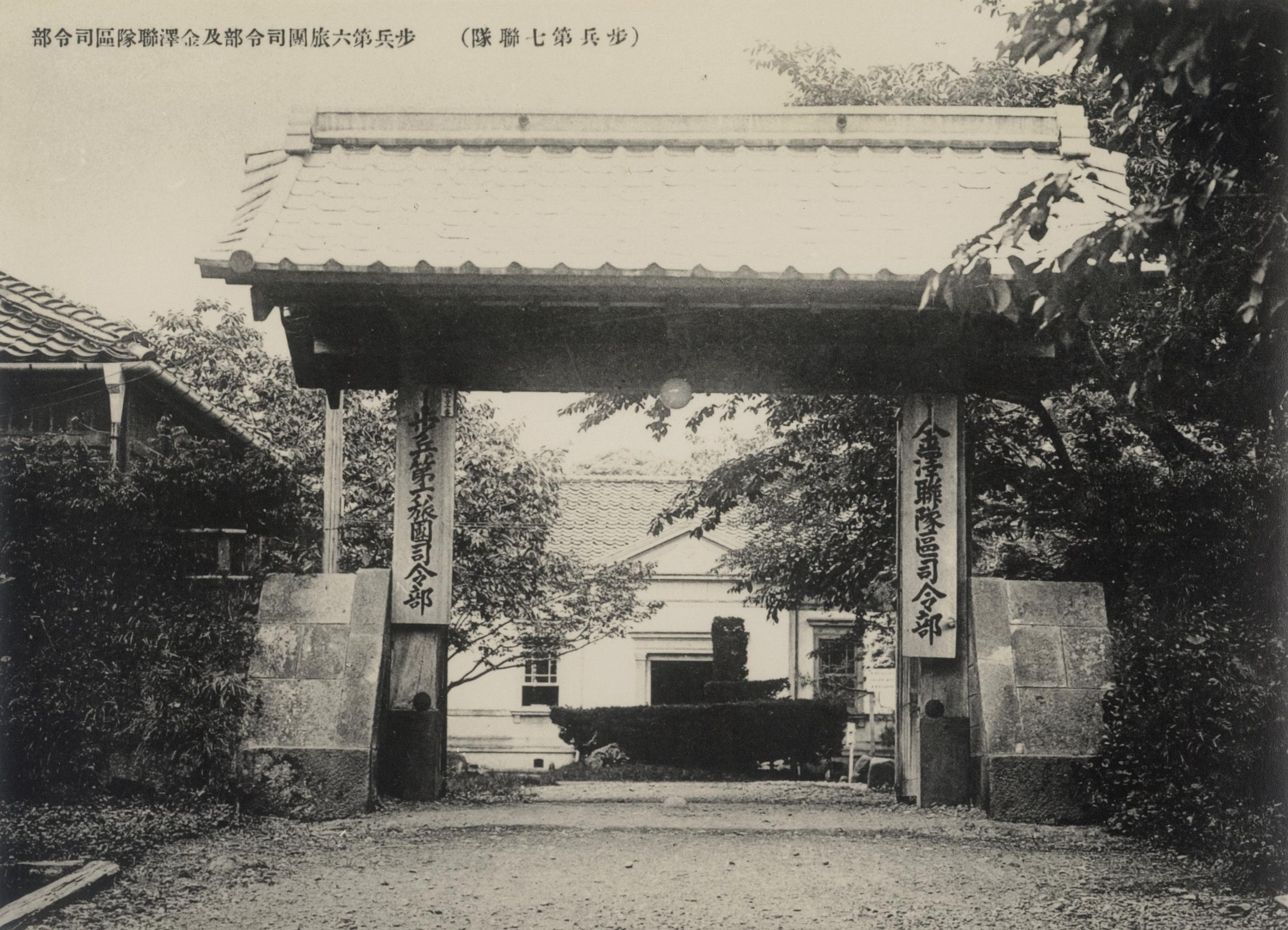
切手門

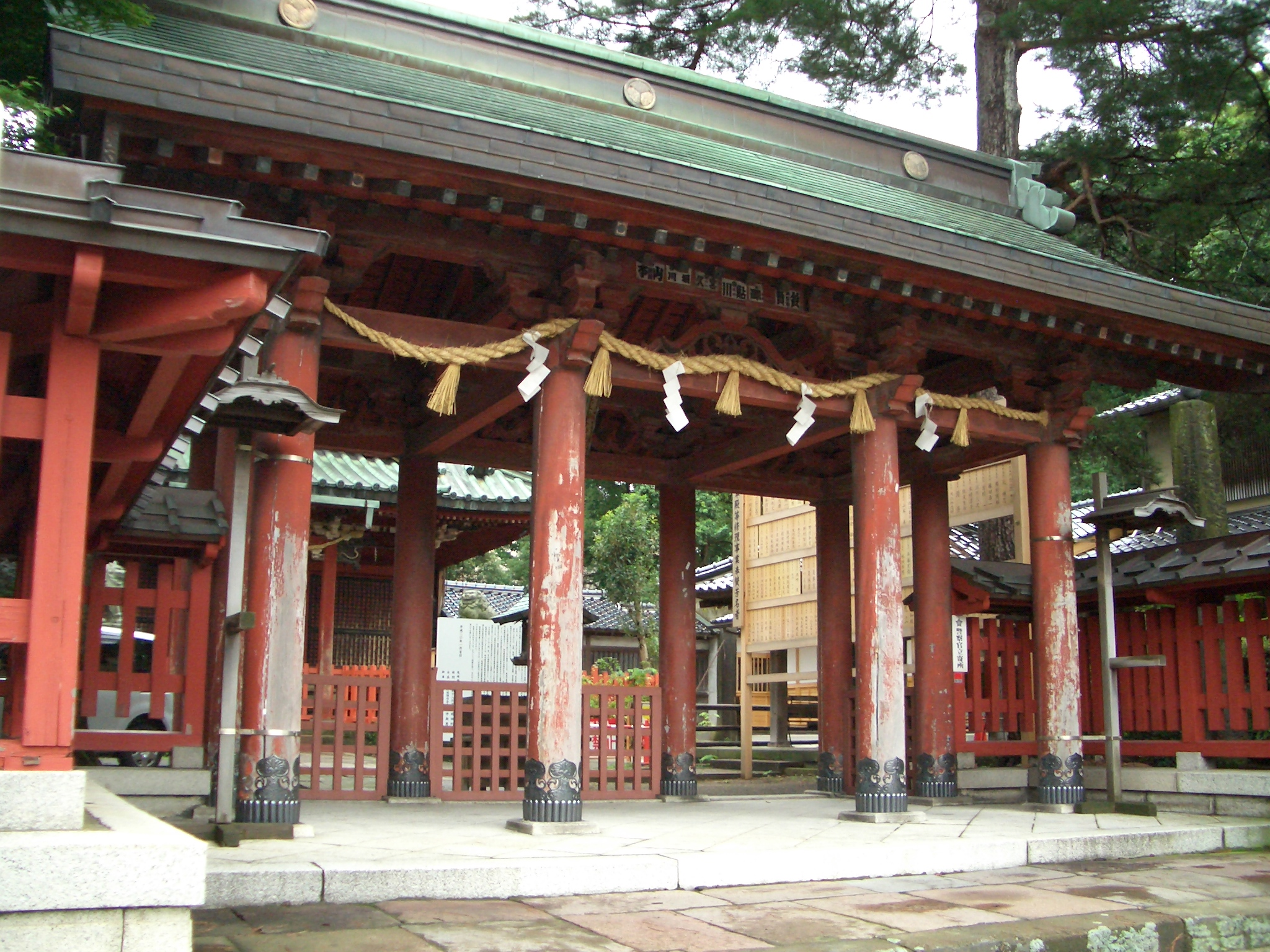
中門（尾崎神社神門）
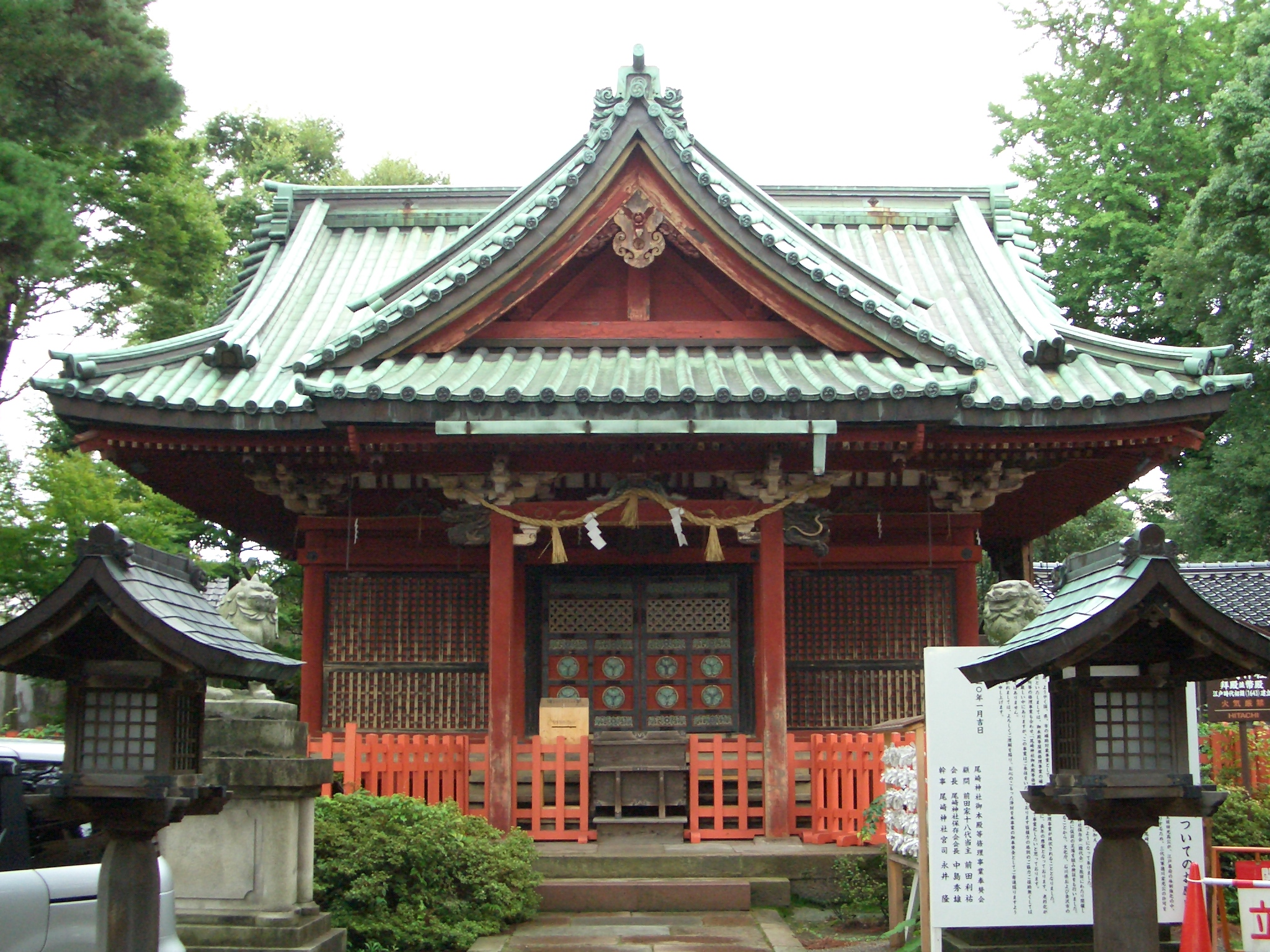
拝殿（尾崎神社拝殿）

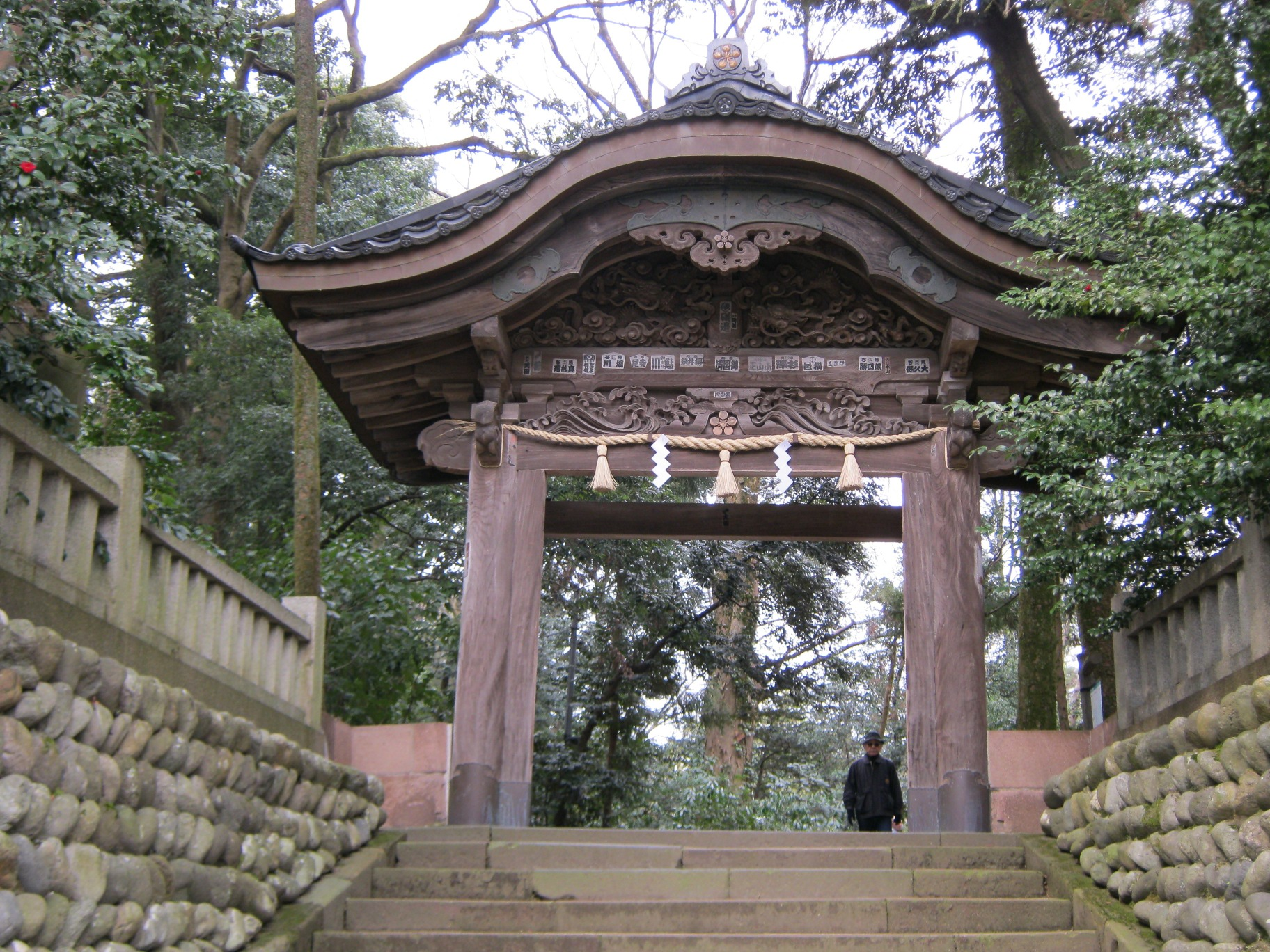
二の丸御殿唐門（尾山神社東神門）

- 石川門（重要文化財）

1935年（昭和10年）に、高麗門、表門北方太鼓塀、表門南方太鼓塀、櫓門、続櫓、櫓、附属左方太鼓塀、附属右方太鼓塀の8棟が旧国宝（現行法の重要文化財に相当）に指定された。
現在は金沢城公園の表門として市民に親しまれているが、かつては城の裏門だった。その容姿から白門（しろもん）と通称されている。- 石川門 櫓

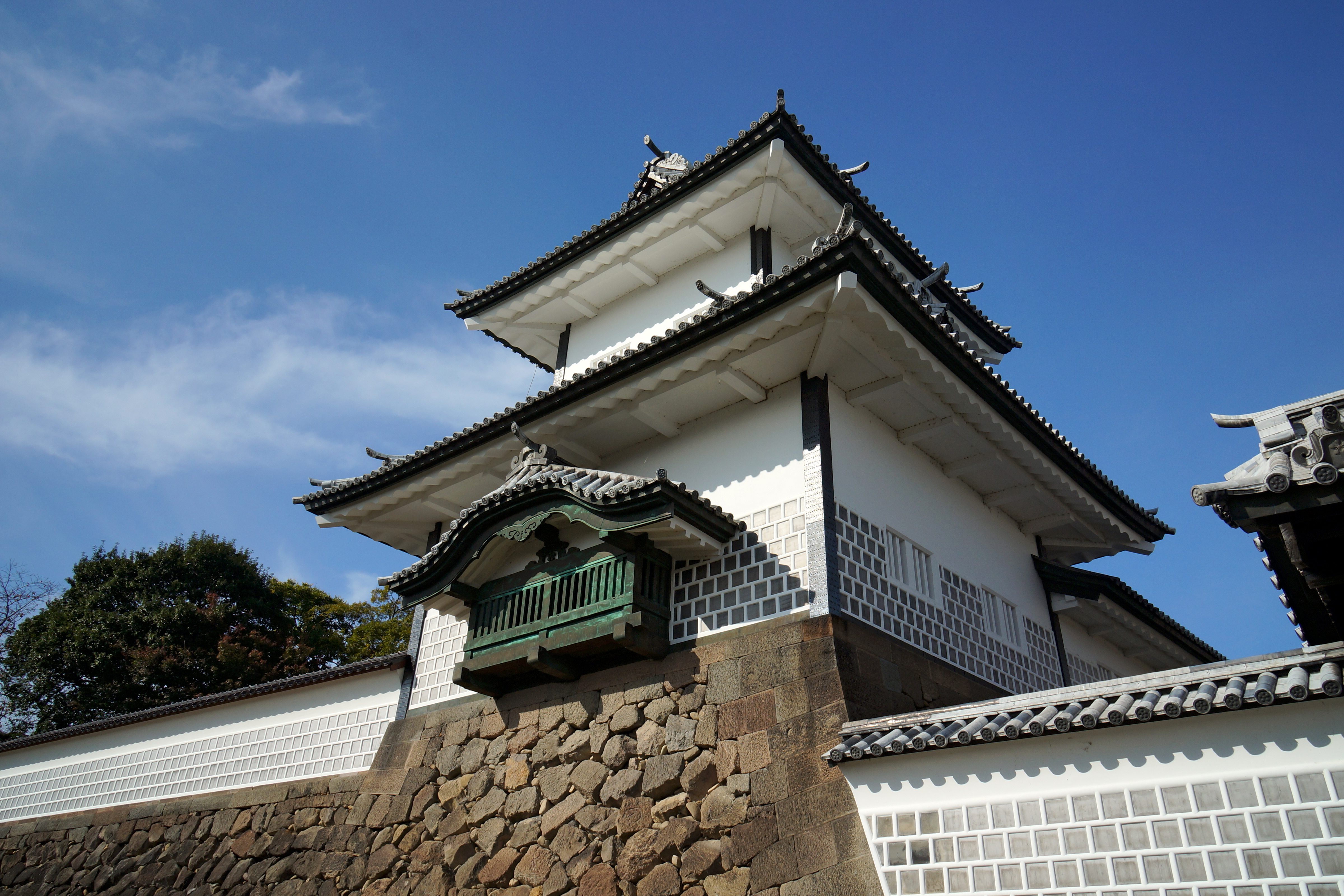
石川門 高麗門、表門北方太鼓塀、表門南方太鼓塀
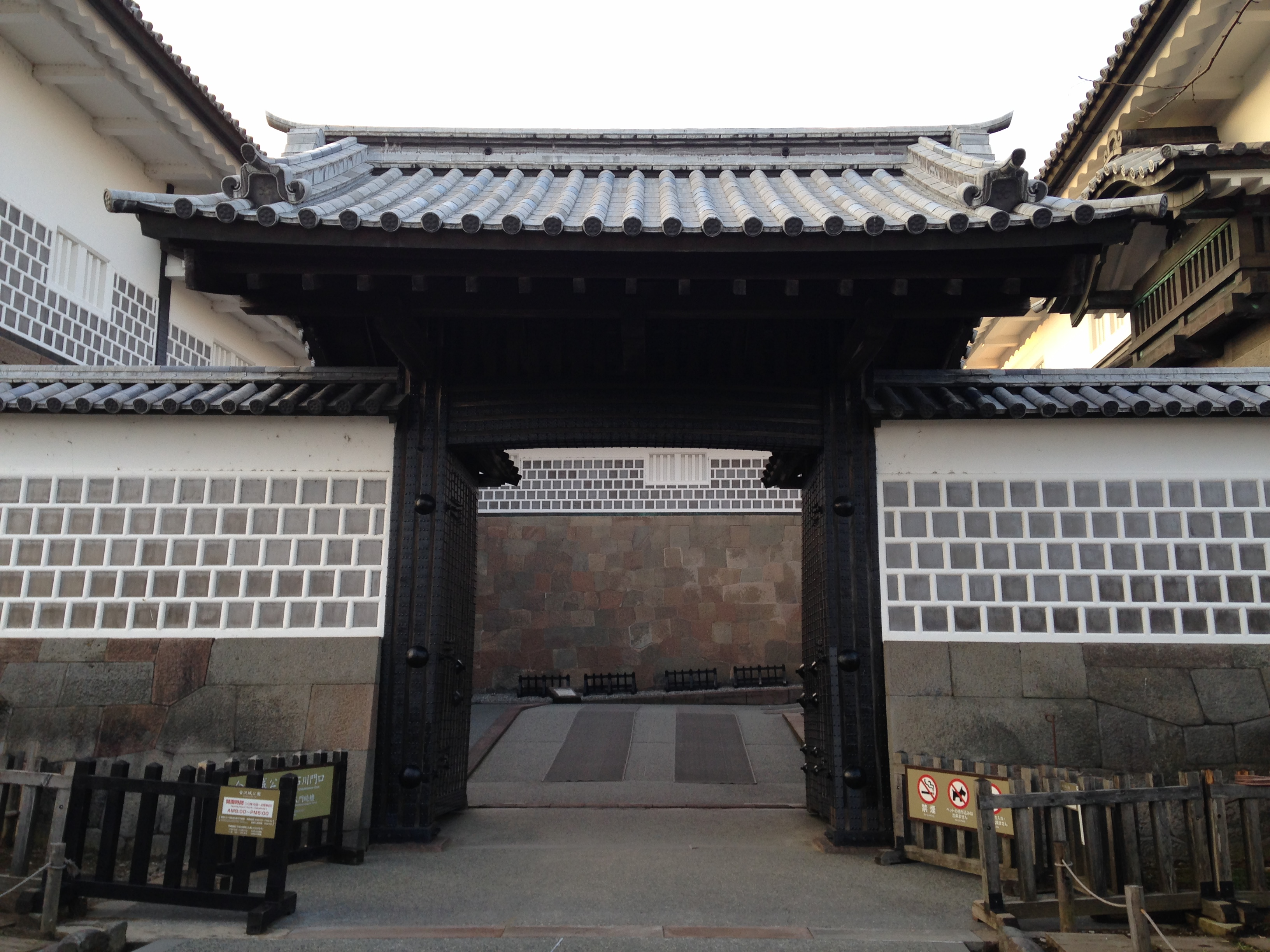
石川門 高麗門、表門北方太鼓塀、表門南方太鼓塀
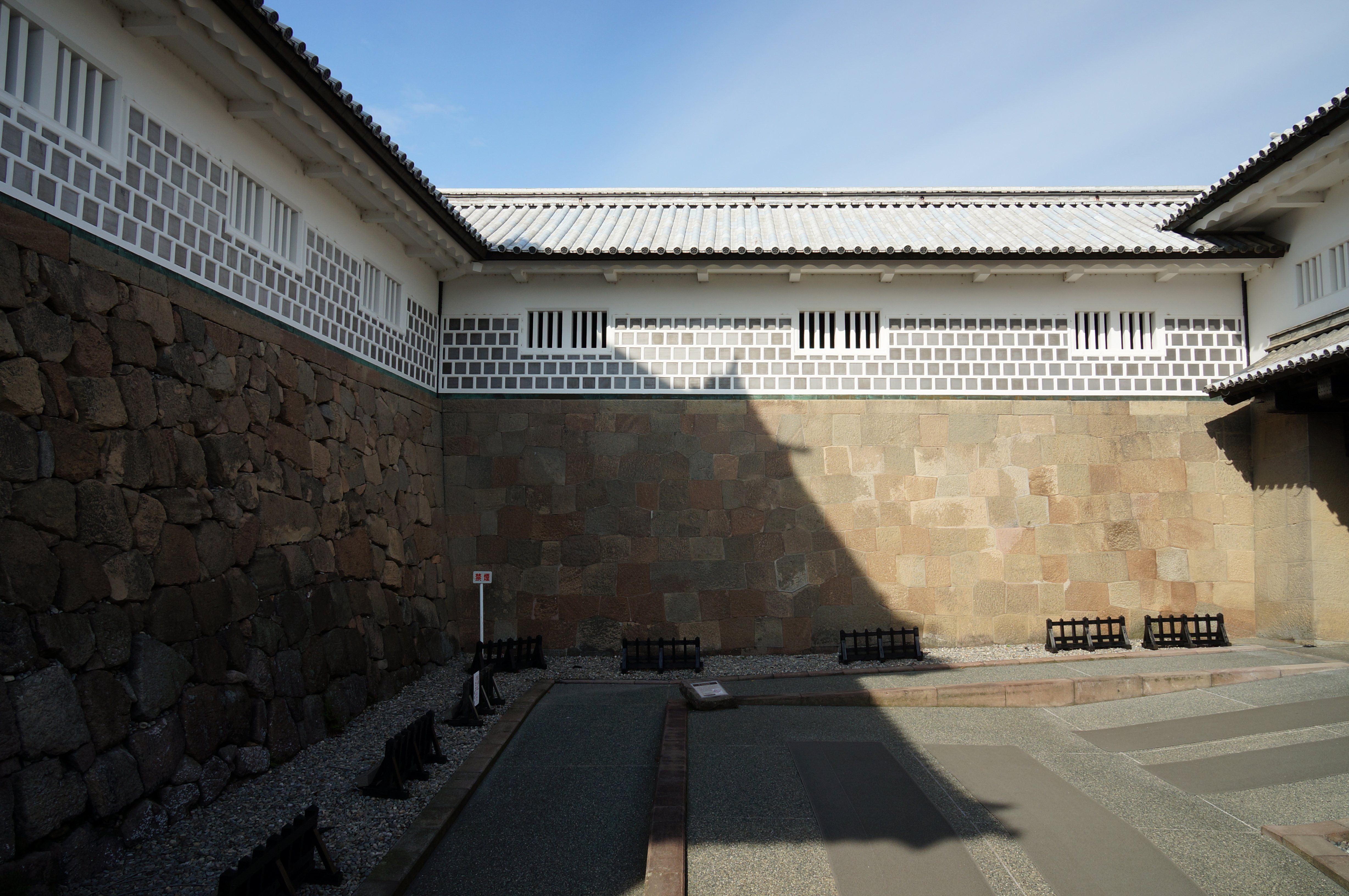
石川門 続櫓
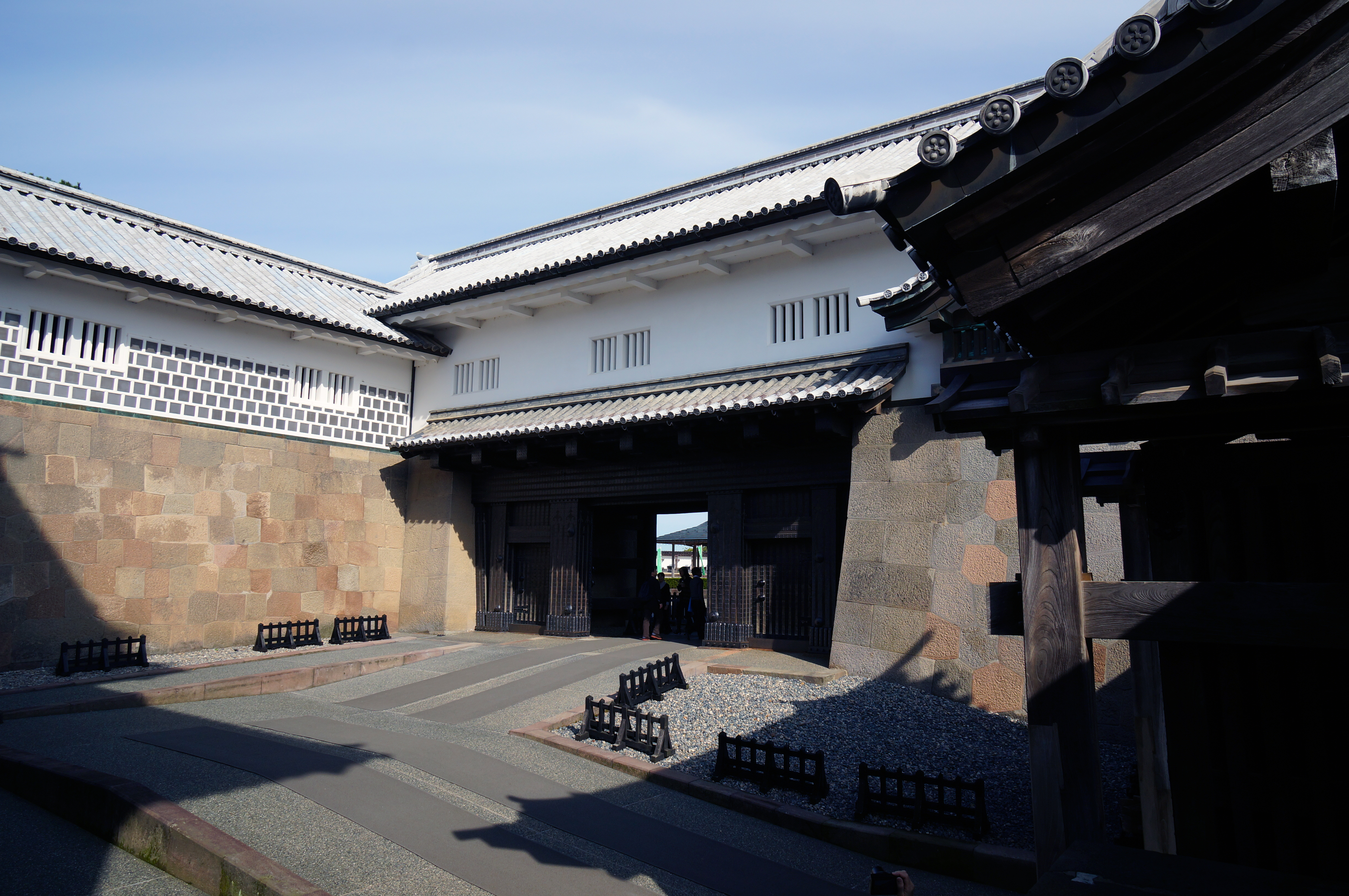
石川門 櫓門

- 三十間長屋（重要文化財）

1957年（昭和32年）に国の重要文化財に指定された。- 三十間長屋

- 鶴丸倉庫（重要文化財）

2007年（平成19年）に県の有形文化財に指定され、2008年（平成20年）に国の重要文化財に指定された。2007年の石川県教育委員会の調査によると現存する江戸期城郭土蔵では建築面積が最大となる。- 鶴丸倉庫

- 切手門

城址内に再移築現存。- 切手門

- 東照権現

尾崎神社に改称後、城址外に移築現存。1931年（昭和6年）に本殿、中門、透塀、拝殿及び幣殿（合わせて1棟）の4棟が旧国宝（現行法の重要文化財に相当）に指定された。金沢城の現存建物では最古。- 中門（尾崎神社神門）
- 拝殿（尾崎神社拝殿）

- 二の丸御殿唐門

尾山神社に移築現存。- 二の丸御殿唐門（尾山神社東神門）

- 二の丸能舞台

金沢市中村町の中村神社拝殿に移築現存。
- 玉泉院丸太鼓塀

城址に移築現存。

### 現存する歴史的建築物（明治以降）

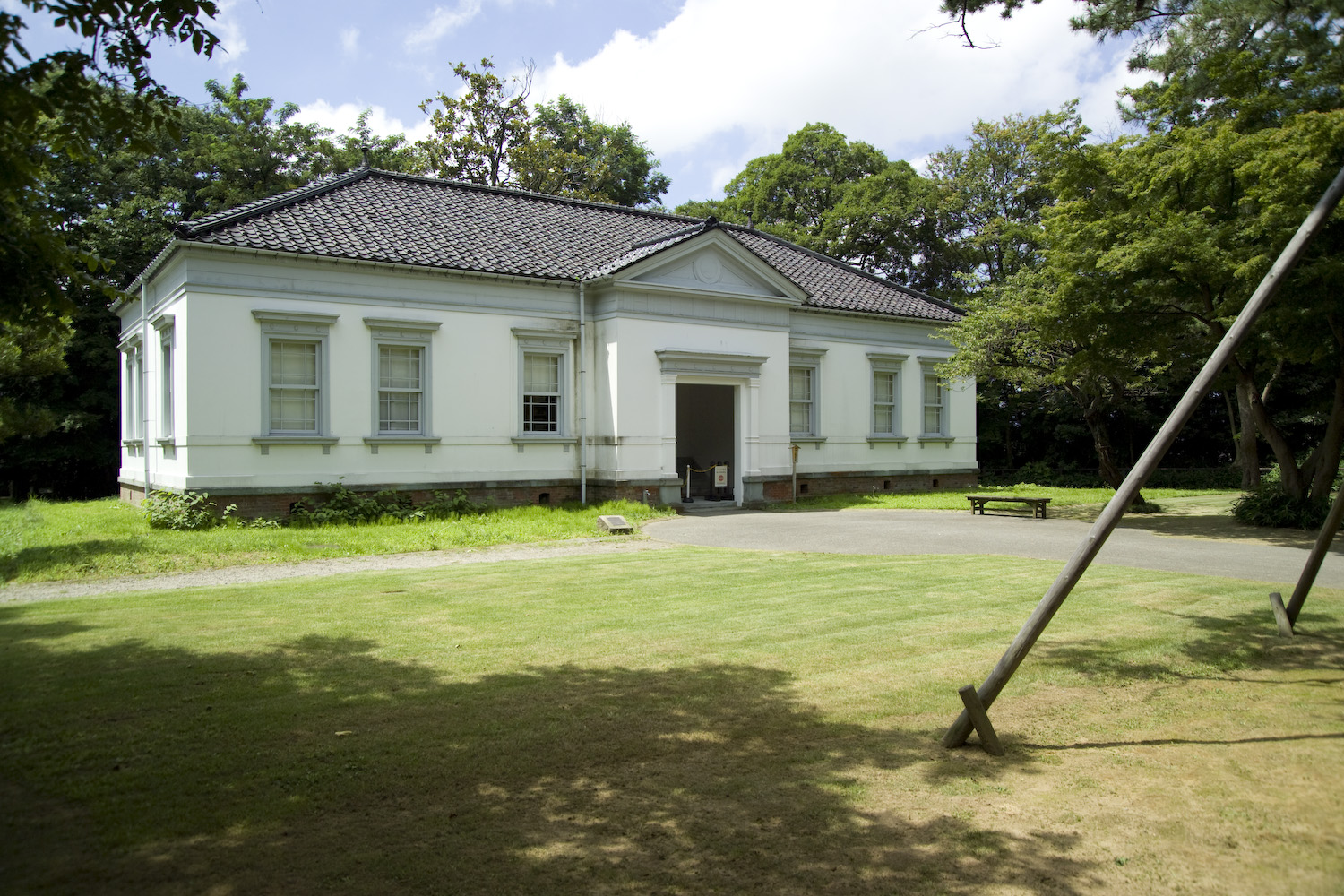
旧第6旅団司令部庁舎

- 旧第6旅団司令部庁舎

- 旧第9師団司令部庁舎（登録有形文化財）

石川県金沢市出羽町に移築され石川県庁石引き分室として利用された。現在は改装を経て旧陸軍金沢偕行社と共に現在は国立工芸館として利用。- 旧第9師団司令部庁舎（石川県庁石引分室時代）

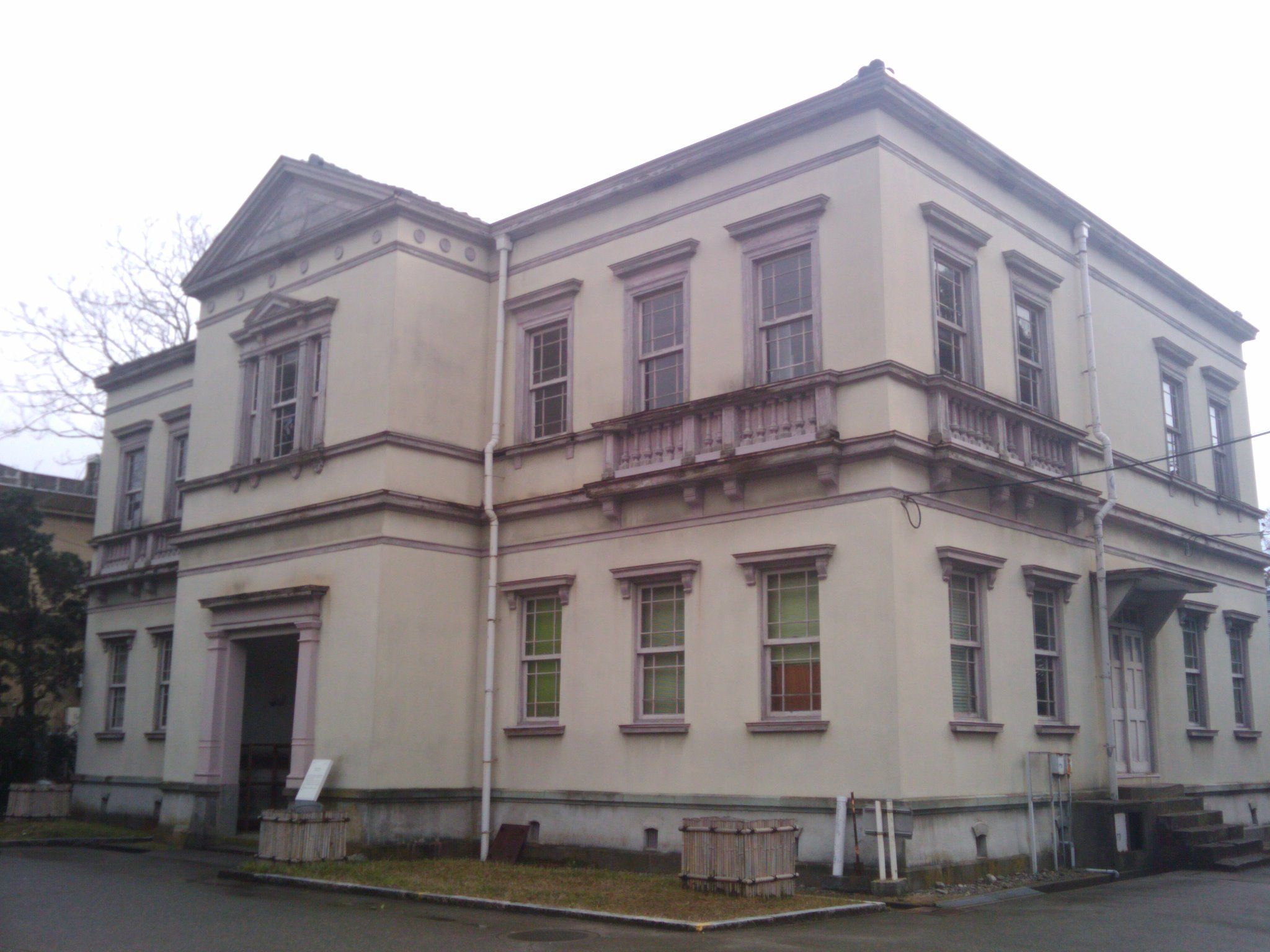
旧第9師団司令部庁舎（石川県庁石引分室時代）
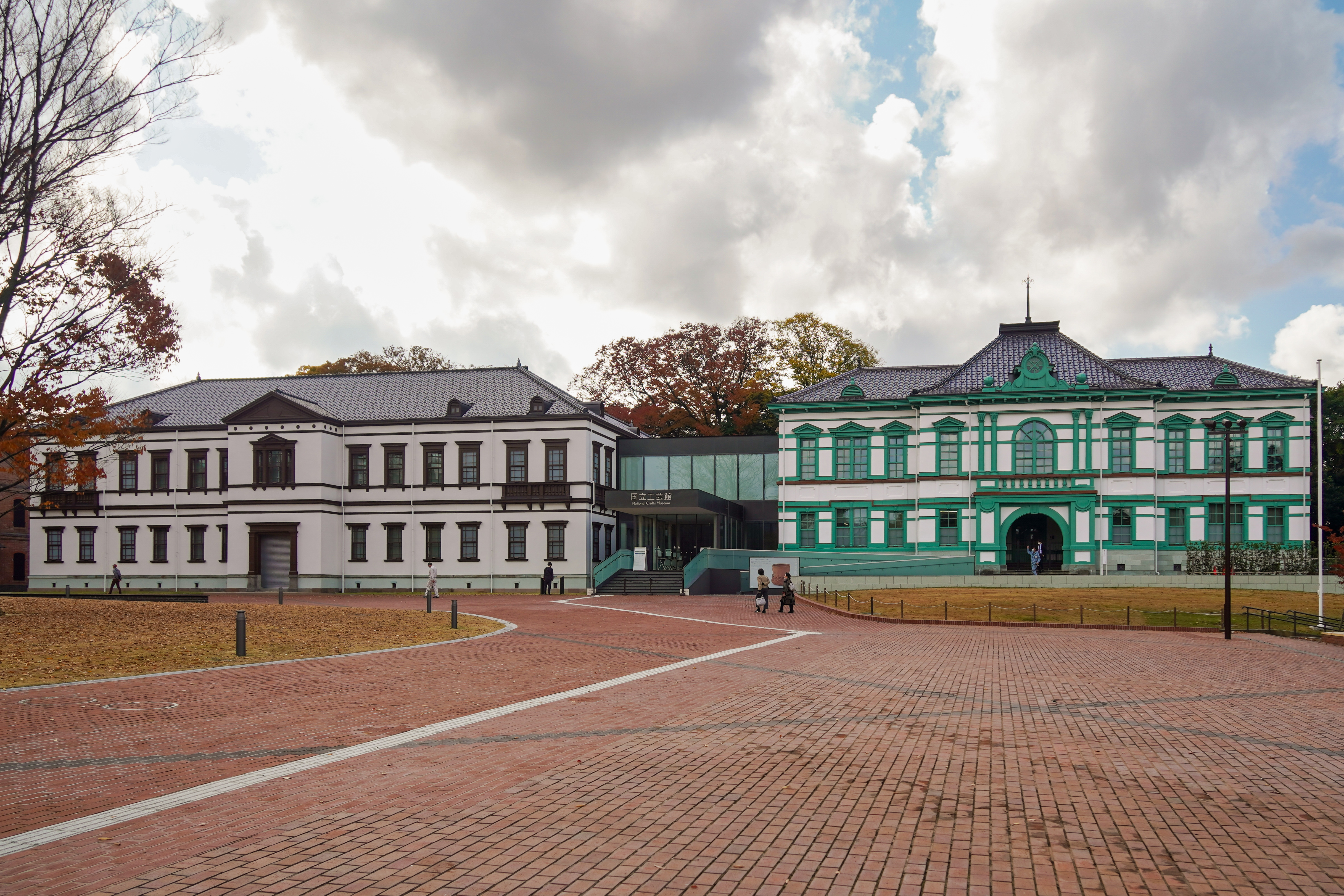
国立工芸館

## 復元建築物、施設

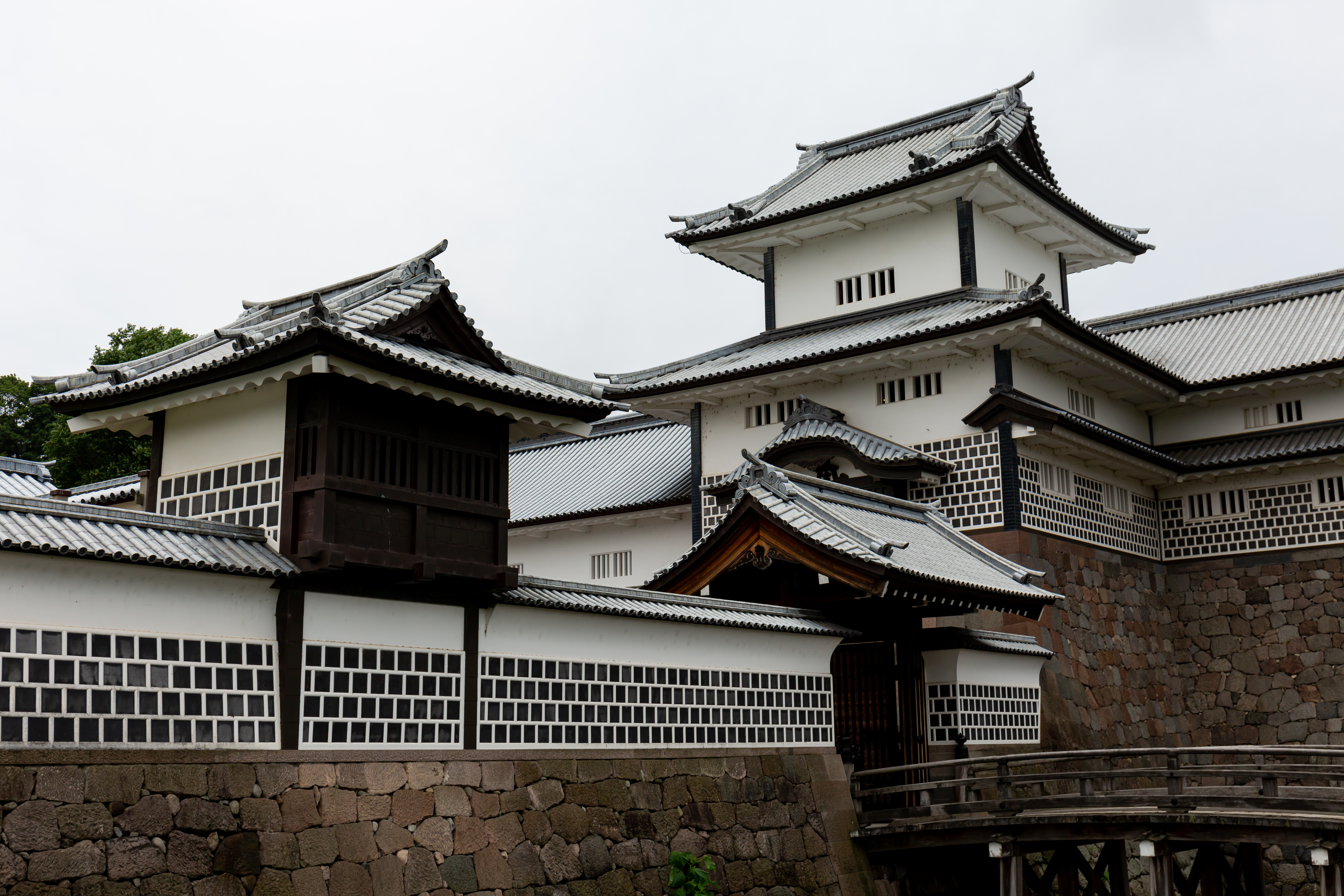
橋爪門一の門と続櫓
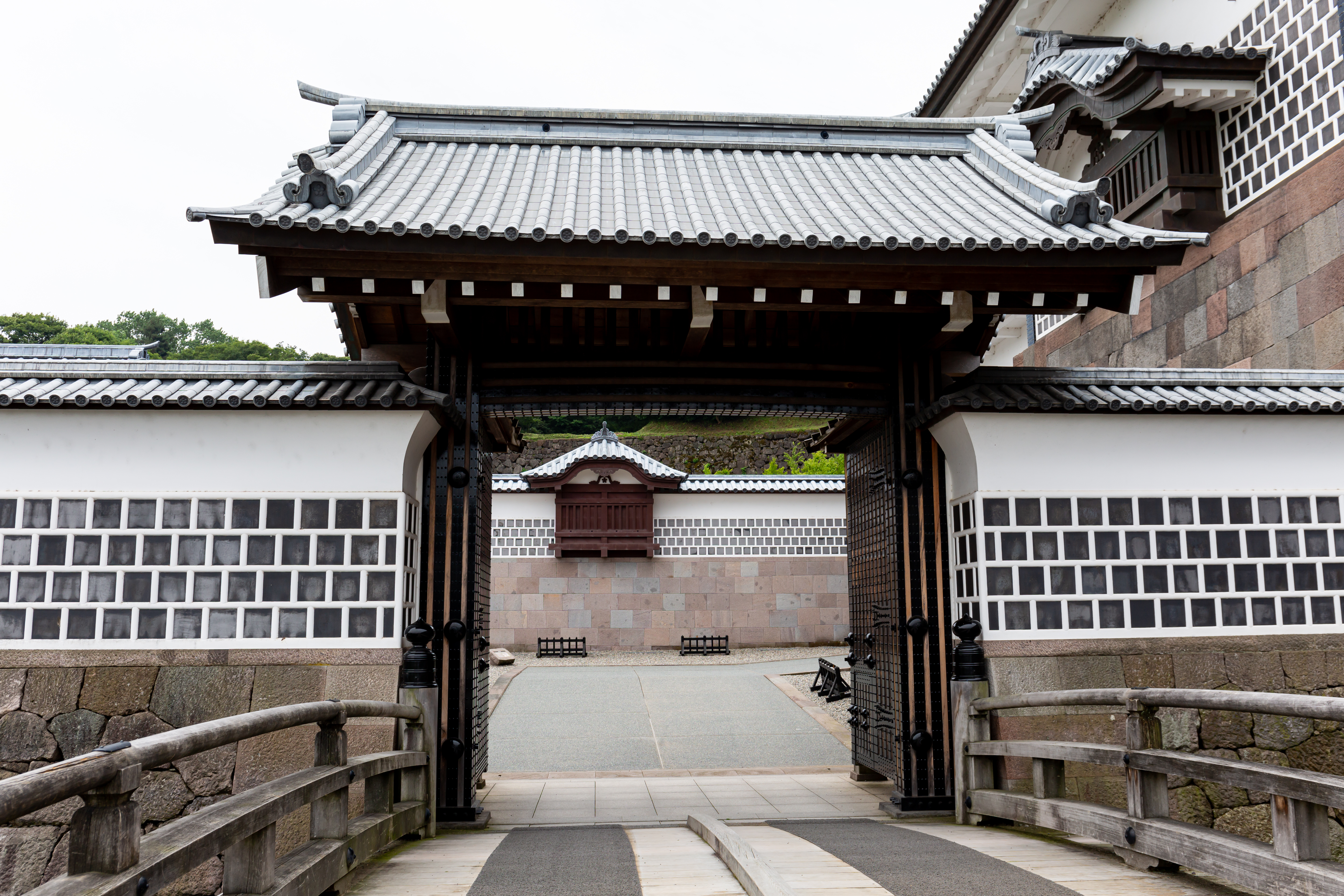
橋爪門一の門
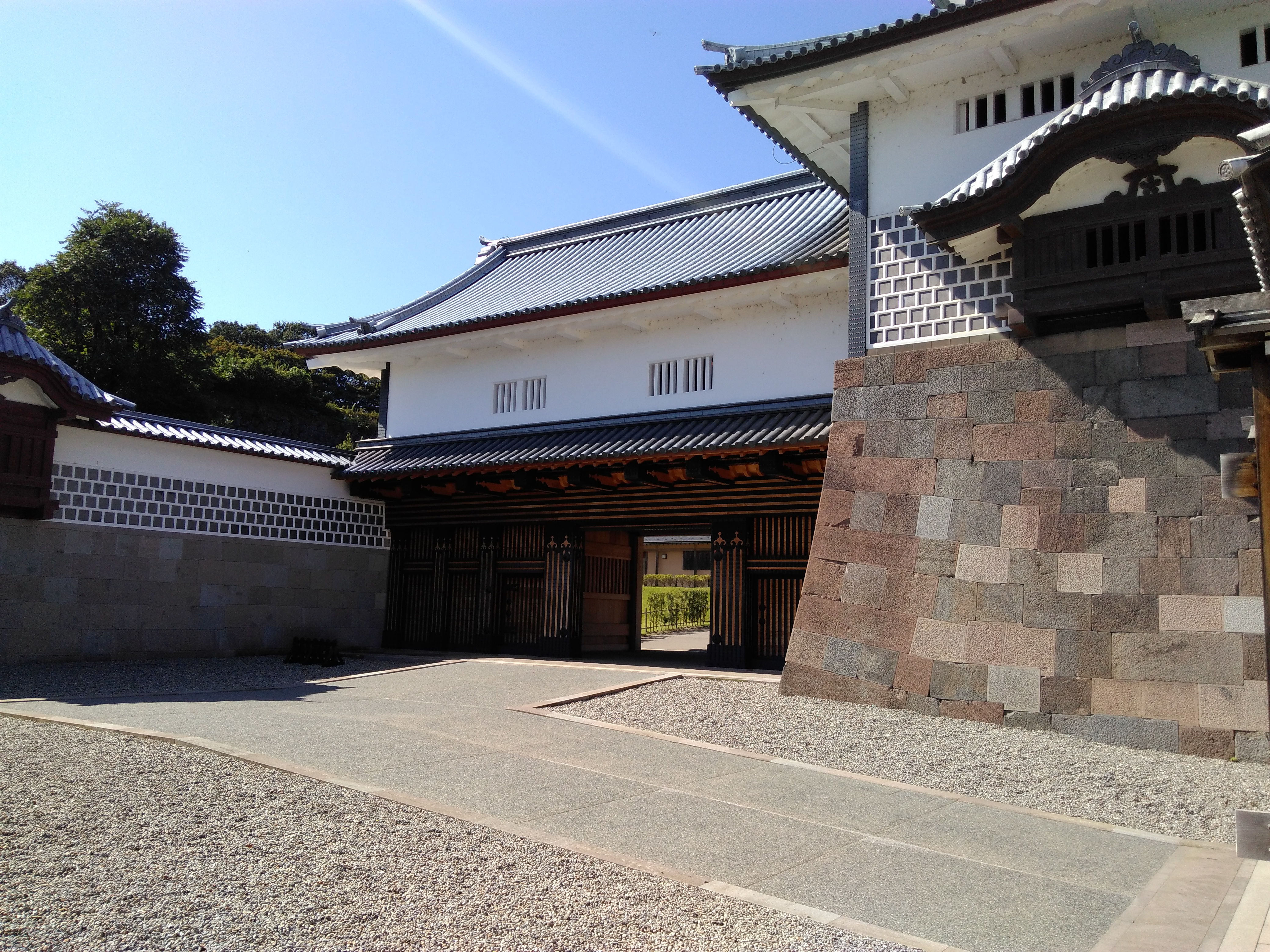
橋爪門二の門

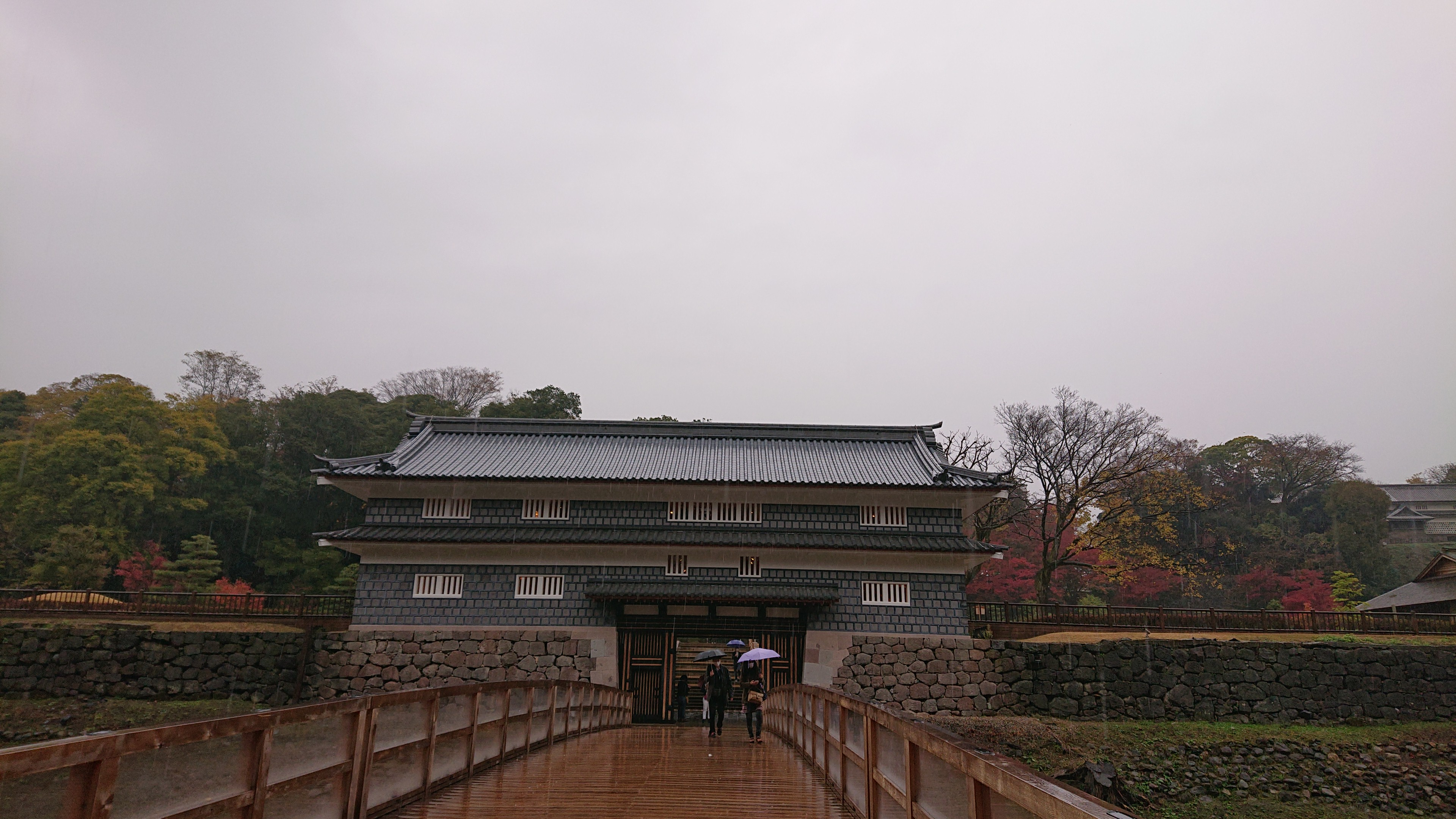
鼠多門
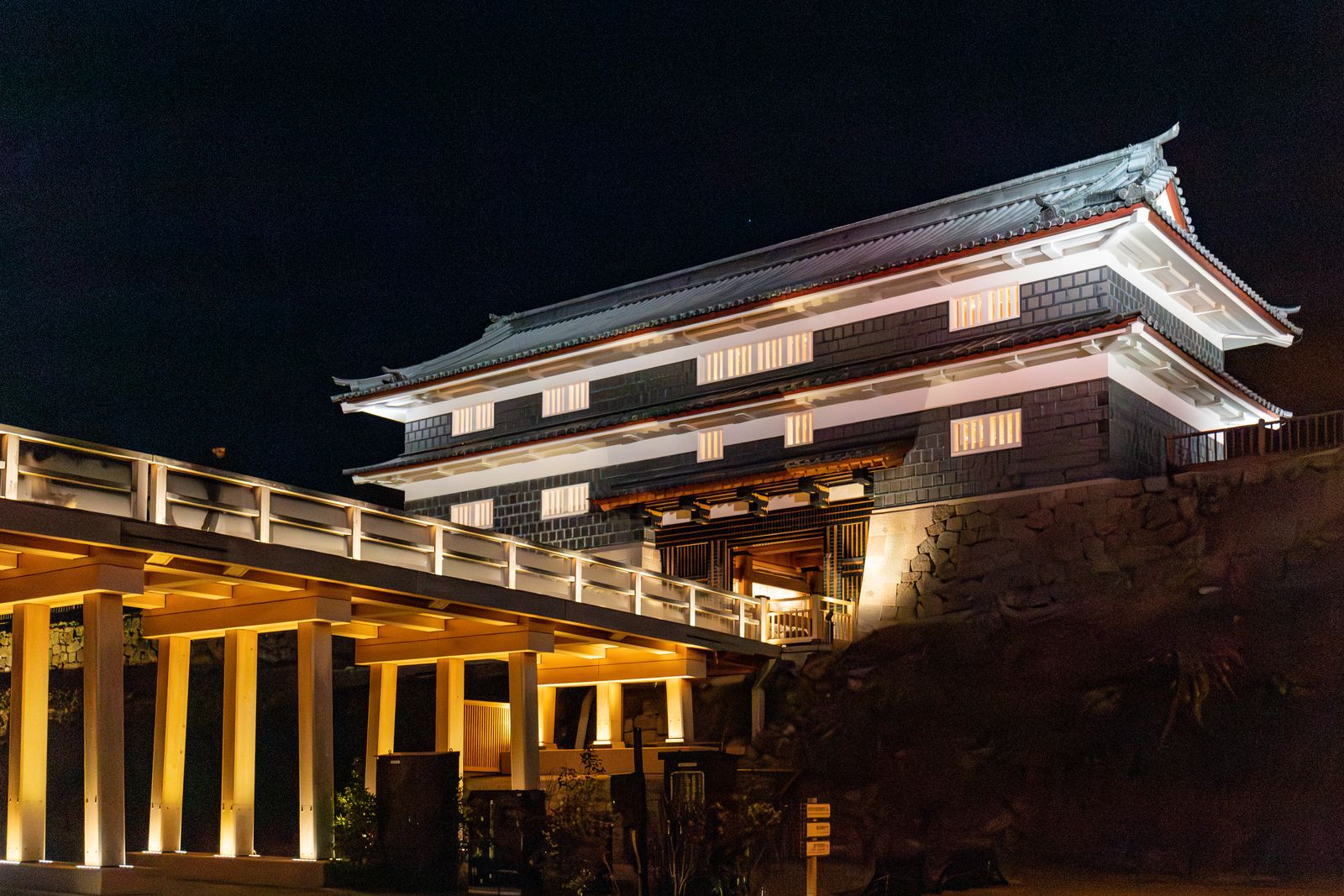
鼠多門および鼠多門橋

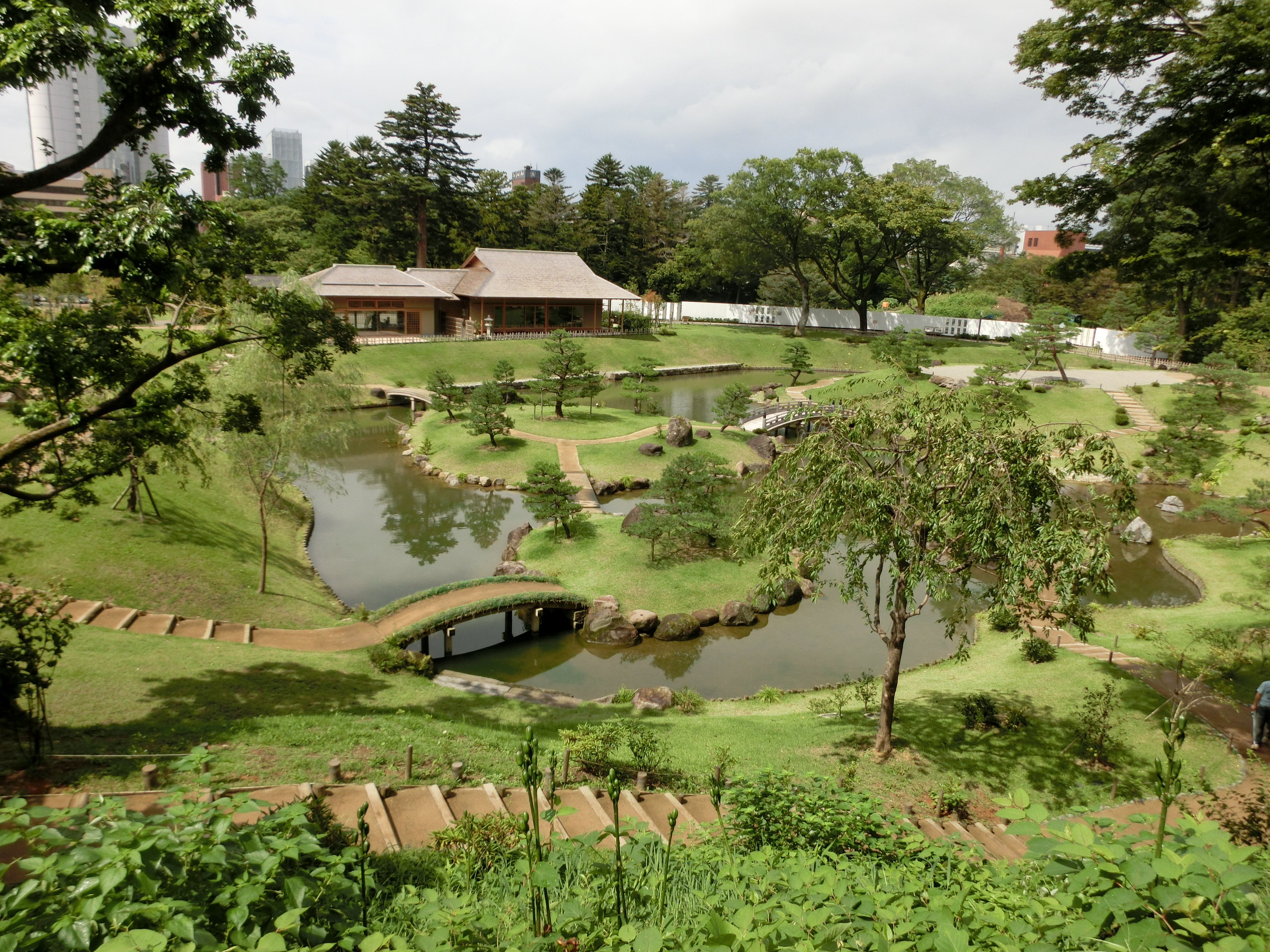
玉泉院庭園

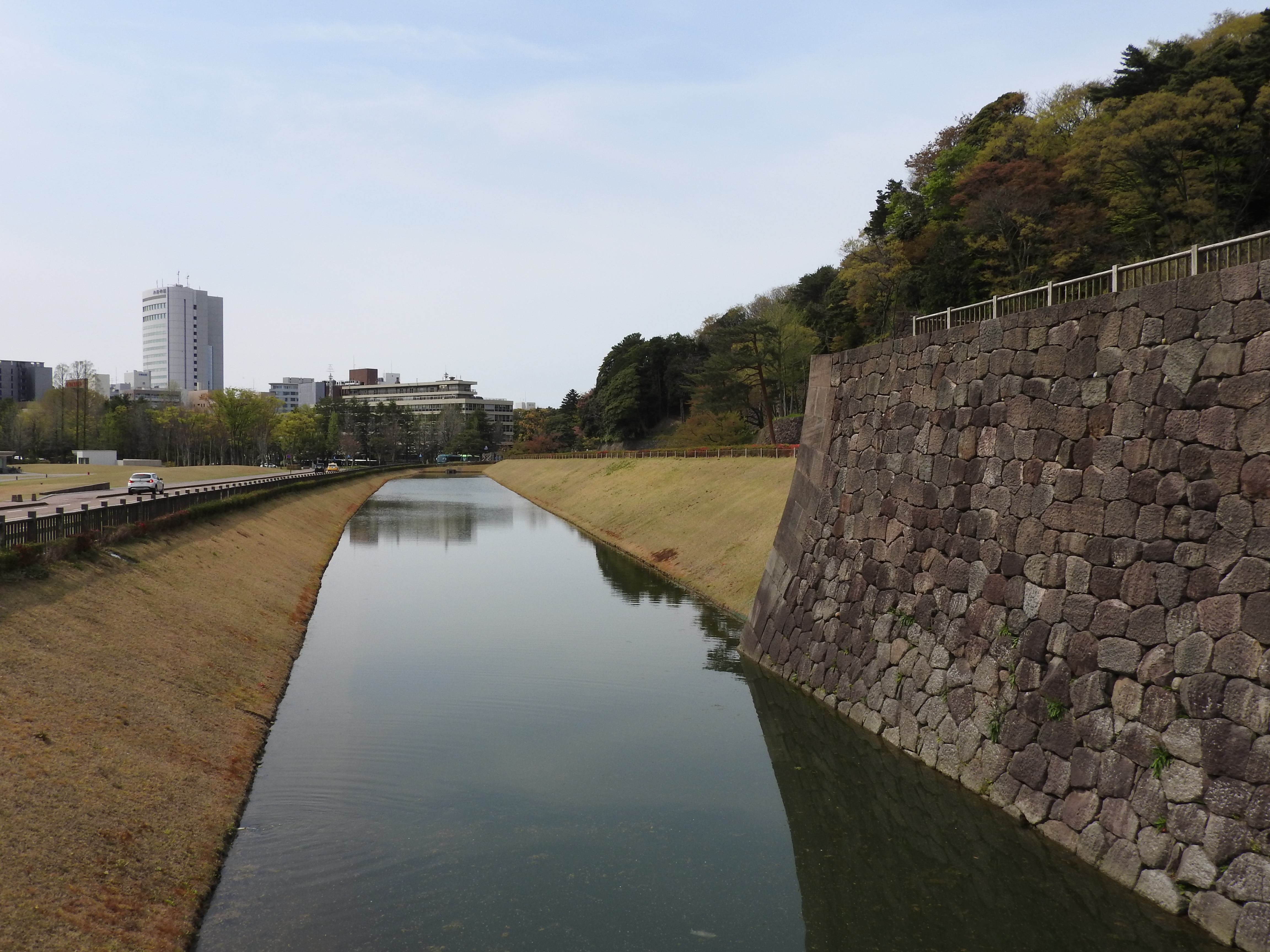
いもり堀

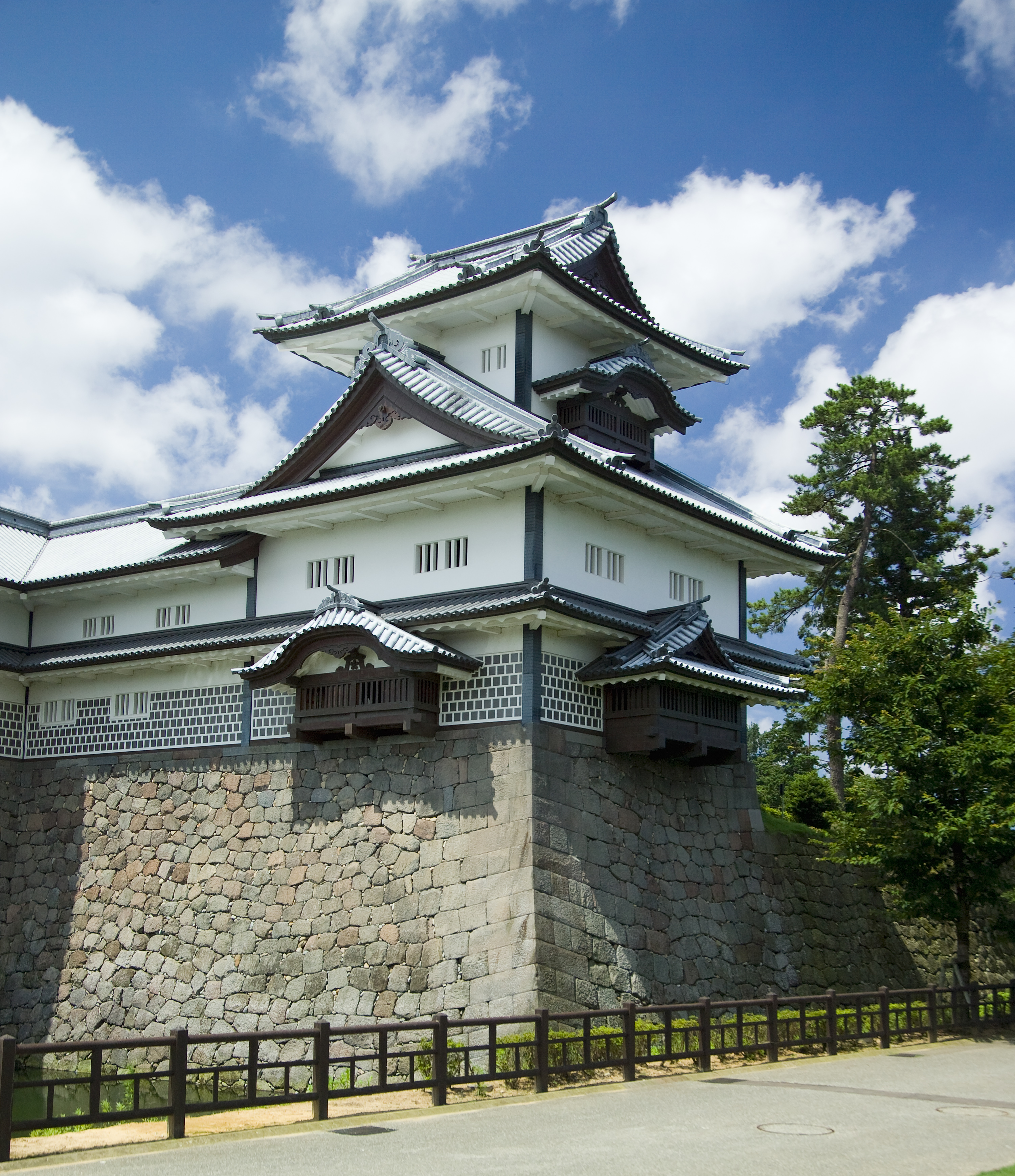
菱櫓
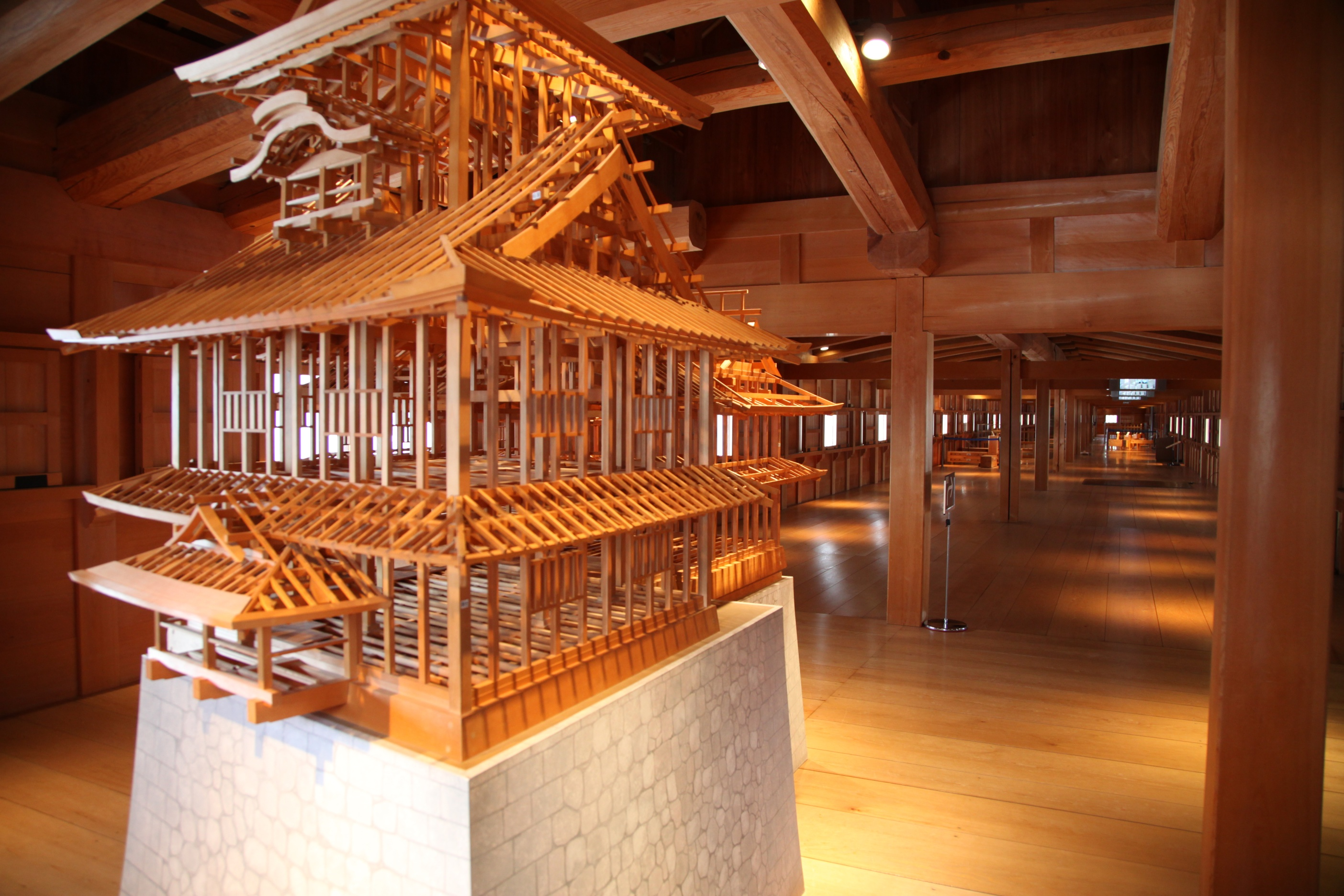
菱櫓の模型と内部（菱櫓から五十間長屋方向）

2001年（平成13年）木造復元- 菱櫓
- 菱櫓の模型と内部（菱櫓から五十間長屋方向）

- 五十間長屋

2001年（平成13年）木造復元- 五十間長屋（右）と菱櫓（左）

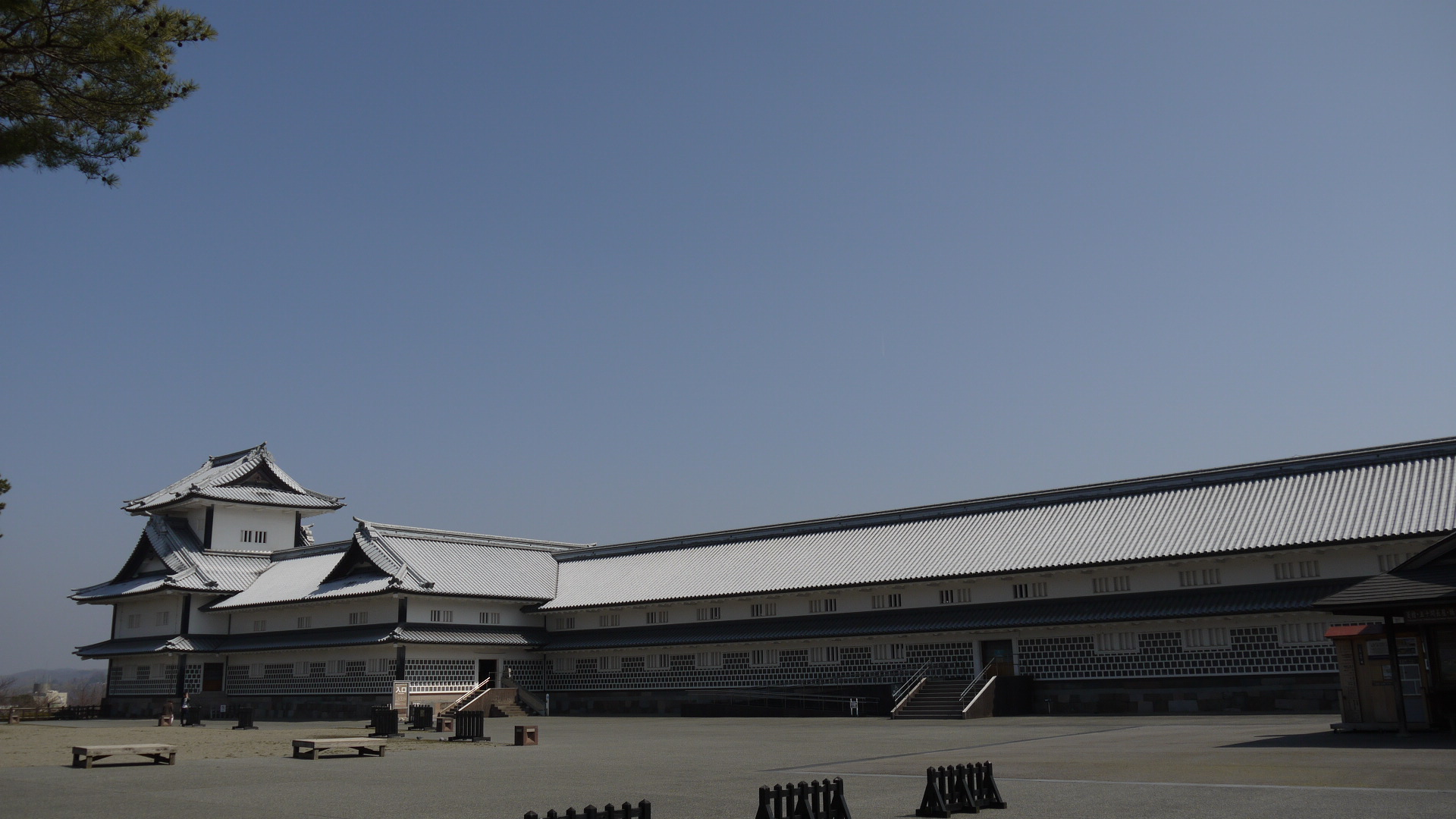
五十間長屋（右）と菱櫓（左）
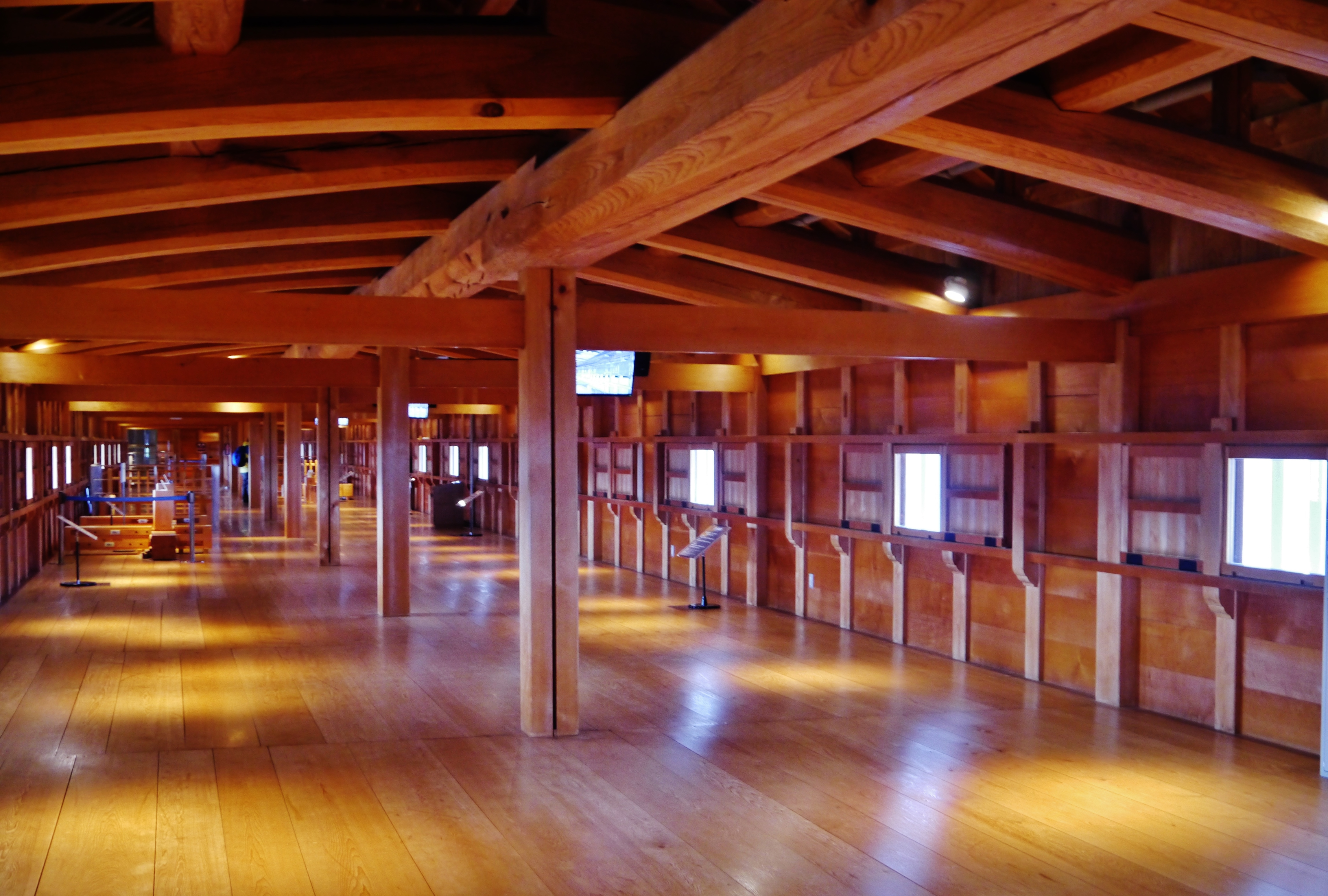
五十間長屋の内部

- 橋爪門

続櫓と一の門は2001年（平成13年）、二の門は2015年（平成27年）に木造復元- 橋爪門一の門と続櫓

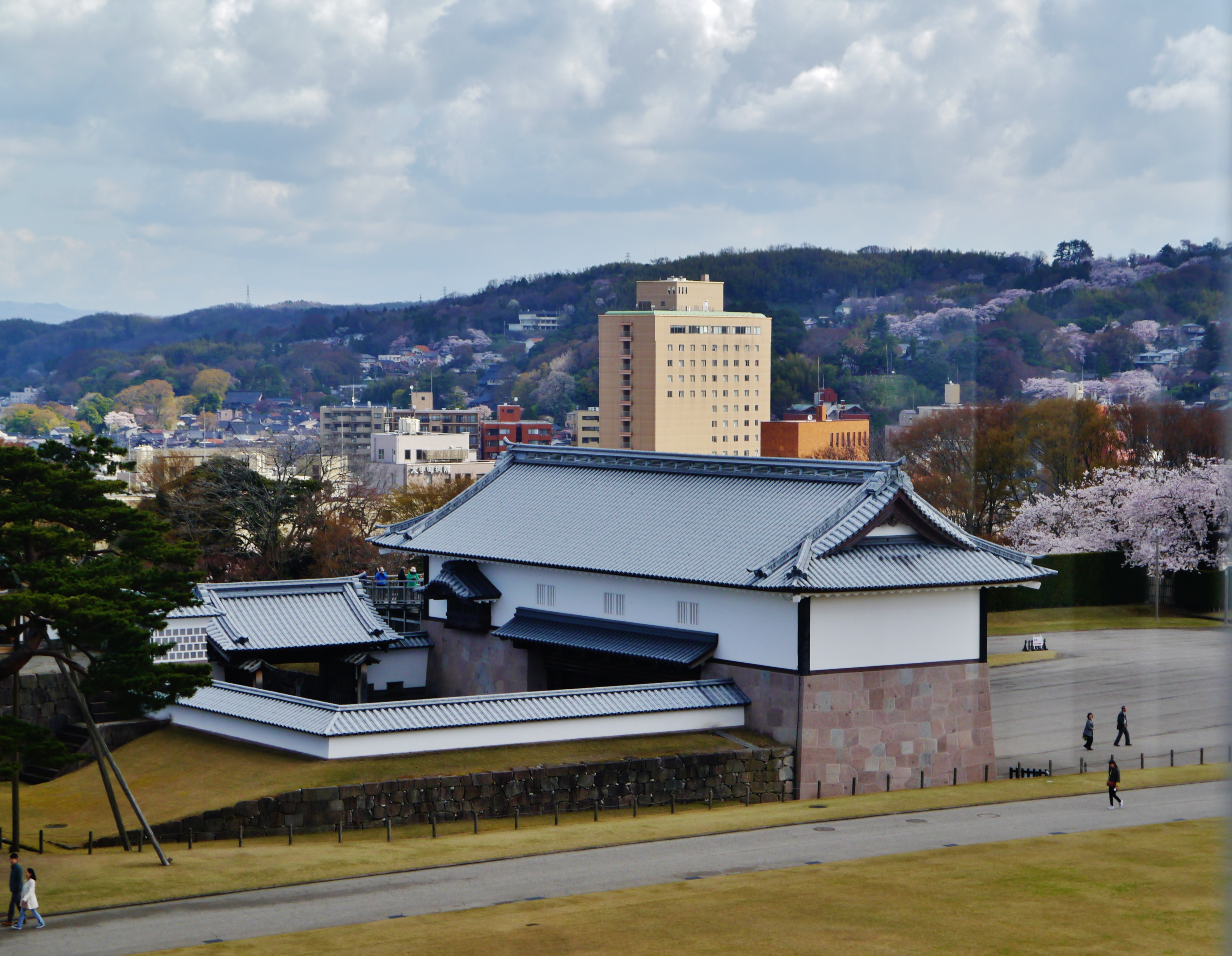
河北門全景（金沢城側）
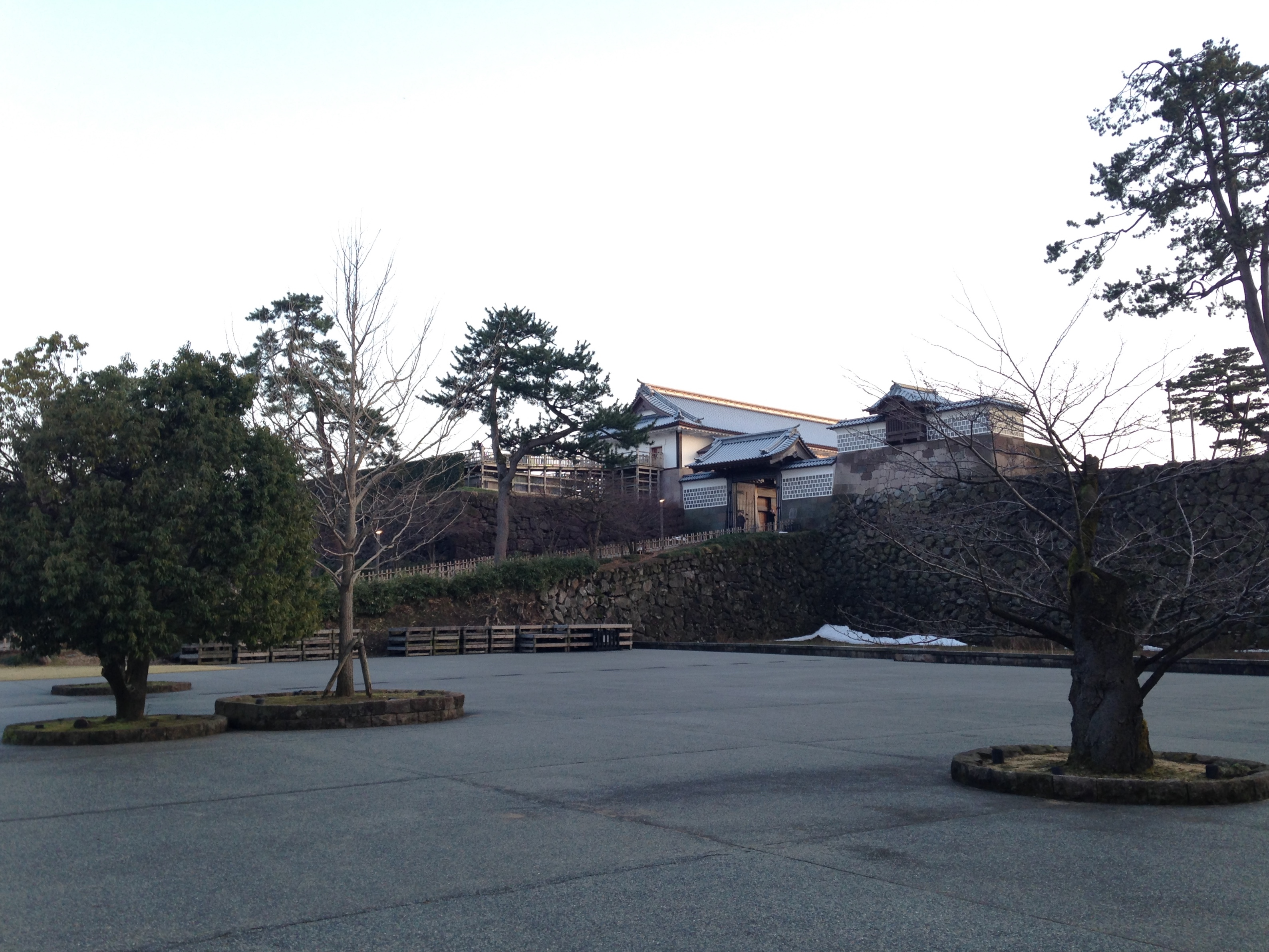
河北門全景（門側）
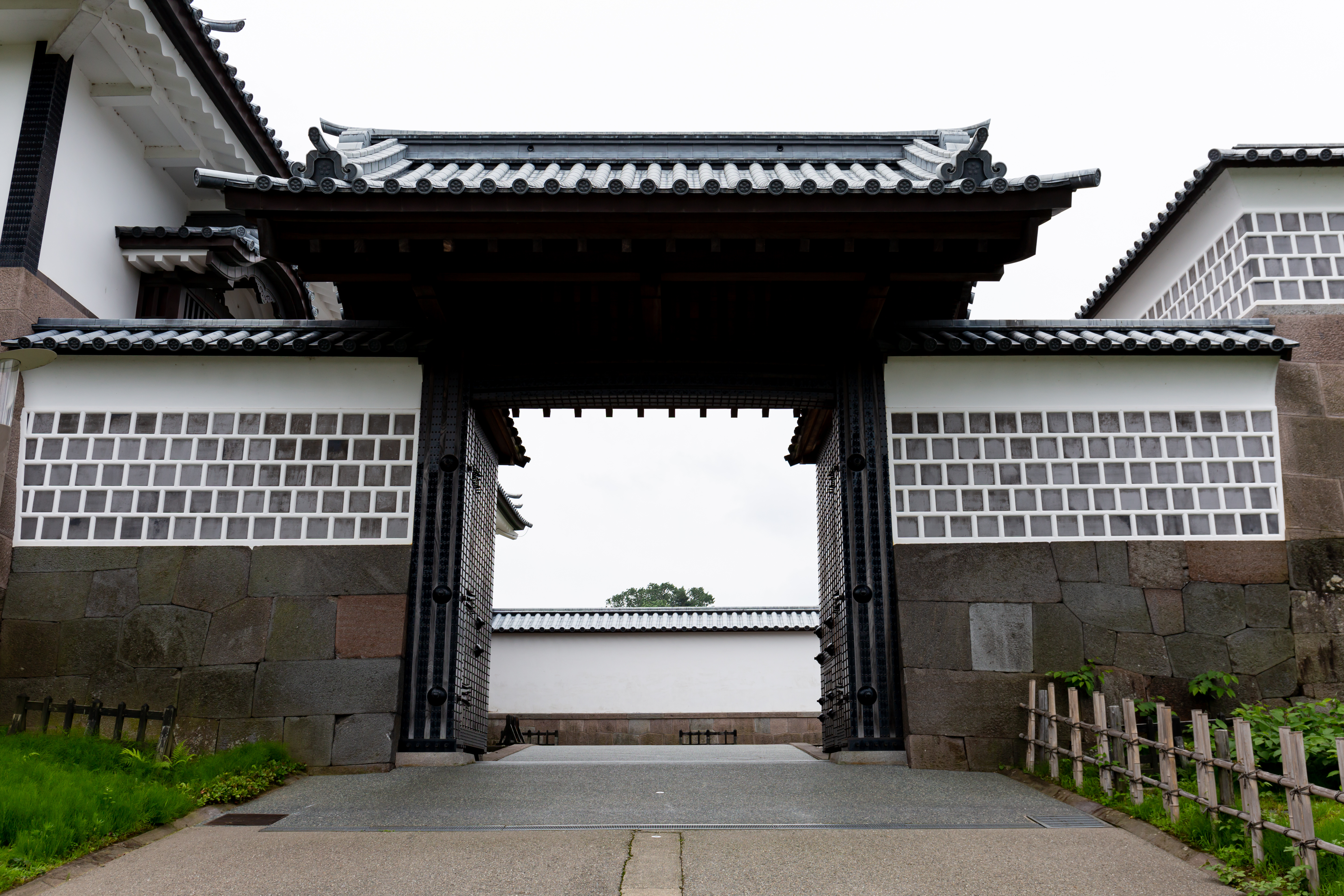
橋爪門一の門
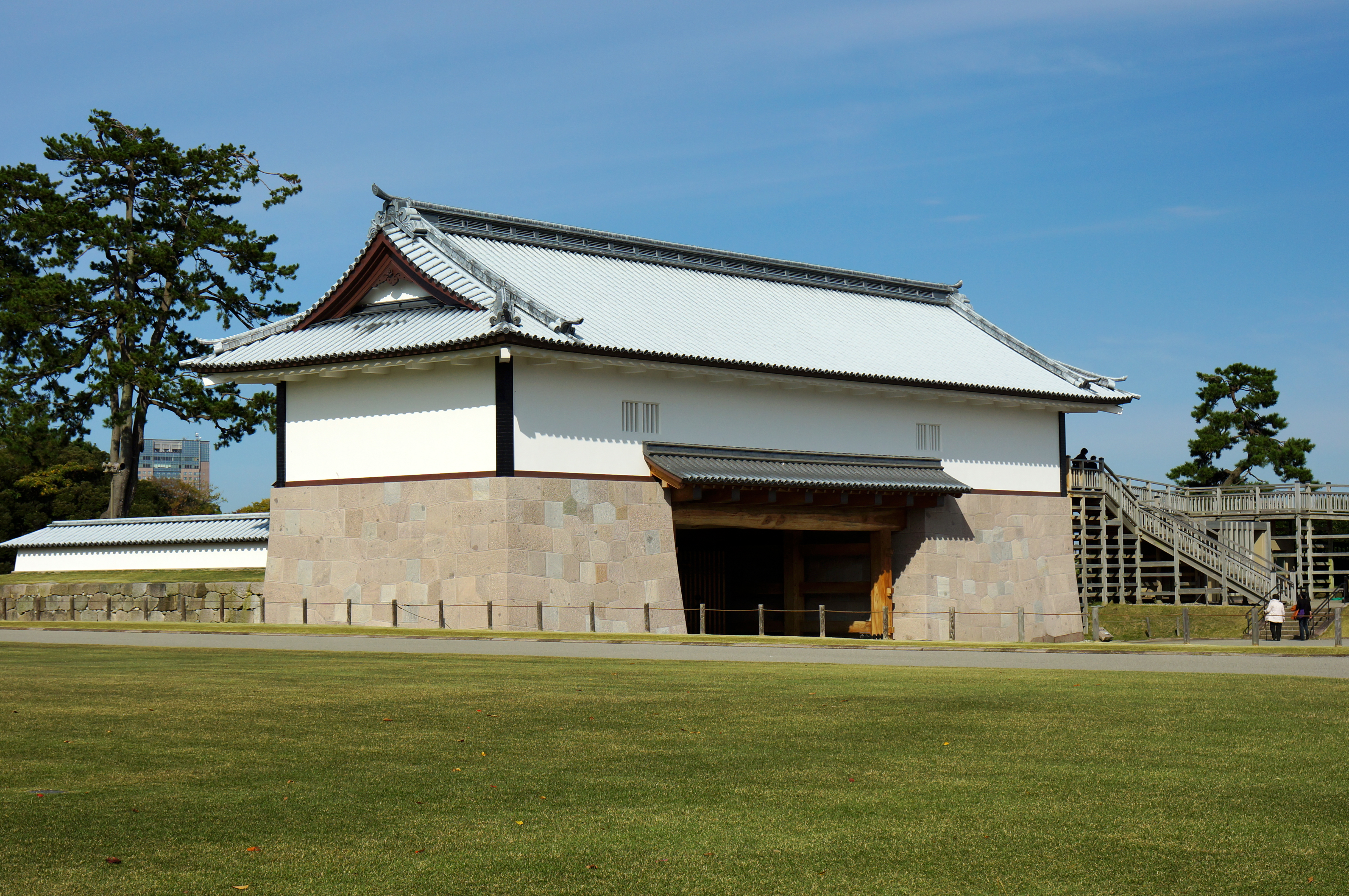
橋爪門二の門
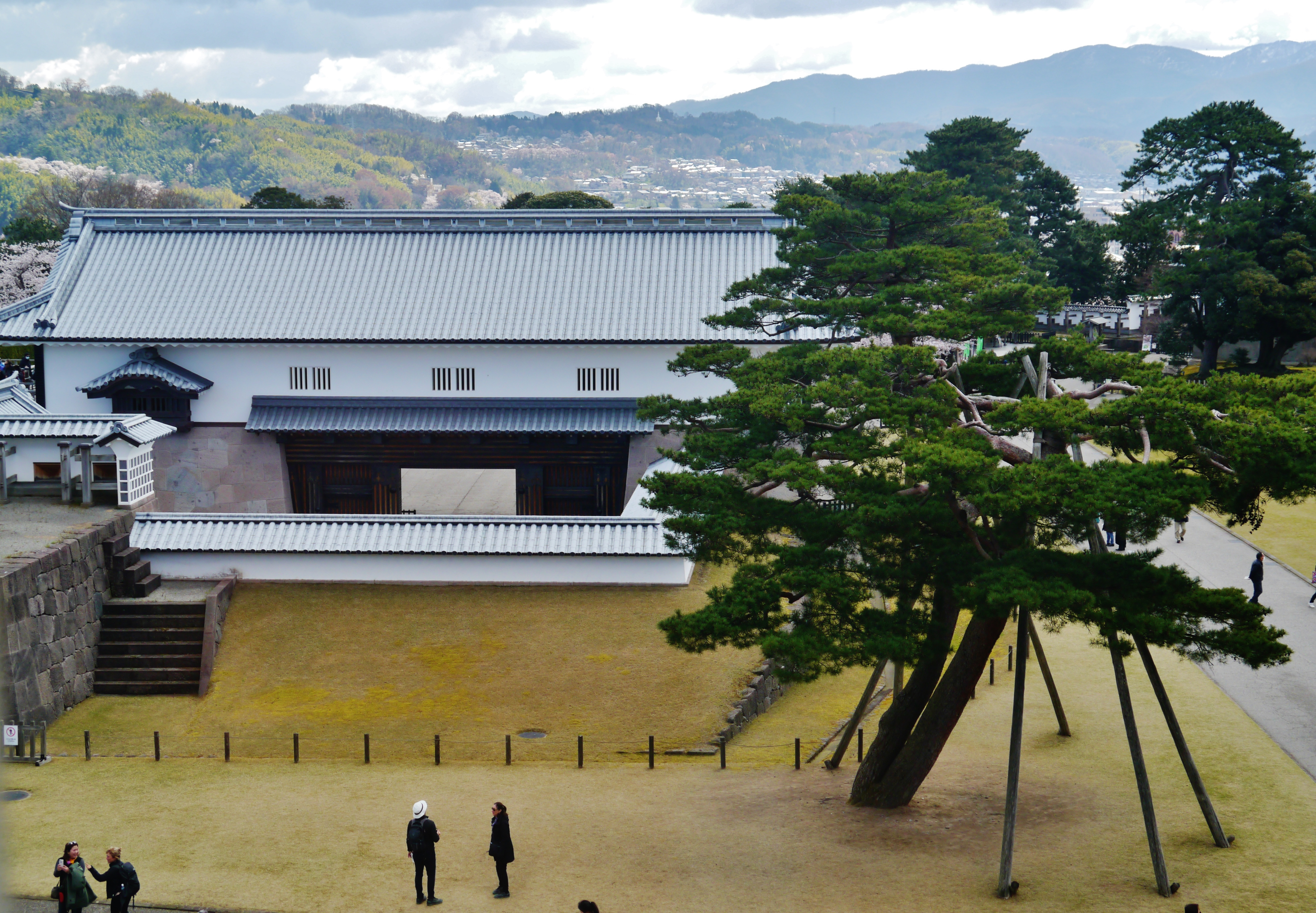
桝形土塀

- 河北門

2011年（平成22年）、一の門とニの門を木造復元、および枡形土塀を復元- 河北門全景（金沢城側）
- 河北門全景（門側）
- 河北門一の門
- 河北門二の門
- 桝形土塀

- 鼠多門・鼠多門橋

2020年（令和2年）復元- 鼠多門
- 鼠多門および鼠多門橋

- 玉泉院庭園

2015年（平成27年）一部整備完成- 玉泉院庭園

- いもり堀

2011年（平成22年）一部復元- いもり堀

### 復元事業中
- 二の丸御殿

2025年（令和7年）3月着工、全3200坪のうち儀礼や政務が行われた表向1000坪について、15年程度をかけて段階的に復元を行う予定。

### 計画・検討
石川県は「金沢城復元基本方針検討委員会」の報告書において、復元の時代設定について、現存建物と整合する文化の大火以降に時代を統一することが適切としてい、以下の施設が復元の可能性として挙げられている。
- 条件が整っており検討が可能なもの

建築物：南門、土塀
庭園：玉泉院庭園（一部整備済）
掘：南門北内堀、三の丸下の堀、いもり堀東側（一部整備済）
- 課題が多く、長期にわたる検討が必要なもの

建築物：三階櫓続三十間長屋、二の丸御殿（整備中）、新丸の建物群
掘：新丸南北掘、内堀
- 実現性が乏しいもの

掘：百間堀、白鳥堀、いもり堀南側、外堀

## 現地情報
所在地
石川県金沢市丸の内
アクセス
JR西日本・IRいしかわ鉄道金沢駅から北鉄バスで約15分「兼六園下」下車、徒歩約5分。
料金
- 金沢城公園 - 入場無料
- 菱櫓・五十間長屋・橋爪門続櫓 - 大人：320円／小人：100円[33]
  - クレジットカード（JCB、VISA、MasterCard、アメリカン・エキスプレス、ダイナースクラブ、中国銀聯）、交通系電子マネー（Suica、ICOCA、TOICA、PASMO、Kitaca、manaca、SUGOCA、nimoca）、流通系電子マネー（楽天Edy、QUICPay、iD、WAON、nanaco）が利用できる[33]。
  - 兼六園と6の県営（県立）文化施設のうち1施設に入場できる「兼六園プラスワン利用券」の対象施設である[34]。

日本100名城スタンプ設置場所
- 二の丸案内所 (9:00～16:30)
- 石川門入口案内所

## 周辺施設

### 官公庁
- 金沢市役所
- 広坂合同庁舎
  - 総務省北陸総合通信局
  - 金沢国税局
  - 北陸農政局
- 金沢地方裁判所
- 名古屋高等裁判所金沢支部
- 金沢簡易裁判所
- 金沢家庭裁判所
- 金沢法務合同庁舎
  - 名古屋高等検察庁金沢支部
  - 金沢地方検察庁
- 石川県観光物産館
- 金沢市消防局中央消防署味噌蔵出張所

### その他
- 石川県政記念しいのき迎賓館（旧石川県庁）
- 四高記念文化交流館（旧旧制第四高等学校）
- 金沢21世紀美術館
- 石川県立美術館
- 金沢能楽美術館
- 石川県立歴史博物館
- 白鳥路温泉

## 関連施設
- 兼六園（前田氏の大名庭園、特別名勝）
- 辰巳用水（金沢城の水源）
- 尾山神社（東神門は旧二の丸御殿唐門、重要文化財）
- 尾崎神社（社殿4棟は金沢城内の旧東照権現、重要文化財）
- 中村神社（拝殿は旧二の丸能舞台、登録有形文化財）
- 国立工芸館（第9師団司令部庁舎を改装、登録有形文化財）